# Temporada do Clube de Regatas do Flamengo de 2018
O Clube de Regatas do Flamengo em 2018 participou do Campeonato Carioca (terceiro colocado), da Copa Libertadores da América (oitavas de final), da Copa do Brasil (semifinal) e do Série A do Campeonato Brasileiro, vice-campeão.
Pelo Campeonato Carioca, estreou em 17 de janeiro, pela Taça Guanabara contra o Volta Redonda, no estádio Raulino de Oliveira em Volta Redonda com vitória por 2–0, com um time repleto de jovens e sem o elenco principal. Com quatro vitórias e um empate (contra o Vasco da Gama em 0–0) na fase de grupos, vitória na semifinal sobre o Botafogo (por 3–1) e a vitória na final sobre o Boavista (por 2–0), foi campeão invicto da Taça Guanabara, garantindo-se nas semifinais do Campeonato. Na Taça Rio, foi o segundo colocado do grupo B e enfrentou o Fluminense pelas semifinais — primeiro colocado do grupo C — mas com o empate em 1–1, foi eliminado, já que o Fluminense tinha a vantagem do empate por ter sido o primeiro colocado do grupo. A semifinal do Campeonato, contra o Botafogo, foi em 28 de março. Com a derrota por 1–0, o clube foi eliminado da competição, mas, pela campanha, foi o 3.º colocado do Campeonato.
Em 28 de fevereiro, fez sua estreia na Copa Libertadores da América contra o River Plate, no Engenhão, com portões fechados (em função da punição pelas confusões da final da Copa Sul-Americana do ano passado) com um empate em 2–2. Na fase de grupos foram duas vitórias e quatro empates, classificando-se como segundo colocado do grupo "D". Nas oitavas perdeu a primeira partida contra o Cruzeiro, no Maracanã, por 2–0 e venceu a partida de volta, por 1–0, ficando com o resultado agregado de 1–2 e sendo eliminado da competição.
Em 7 de abril, participou de um amistoso contra o Atlético Goianiense. A partida comemorou os 81 anos do Dragão, mas serviu como preparação para a disputa do Campeonato Brasileiro, o Flamengo pela Série A e o Atlético-GO pela Série B. O Flamengo venceu a partida, de virada, por 3-1 com dois gols de Diego e um de Henrique Dourado, de pênalti. Pelo Atlético-GO, o gol foi marcado por Joanderson, ainda no primeiro tempo.
Pelo Campeonato Brasileiro, fez sua estreia em 14 de abril contra o Vitória, no Barradão, em partida que terminou empatada em 2–2. Após abrir o placar no primeiro minuto, sofreu um penalti polêmico aos nove minutos, marcado pelo árbitro Wagner Reway, e com a expulsão de Éverton Ribeiro. Após o empate em 1–1 com o Palmeiras, em 12 de junho, pela 12.ª rodada, ocupava a liderança do Campeonato, paralisado para a Copa do Mundo. Entretanto, no retorno da competição, não conseguiu manter o mesmo desempenho e, após a derrota para o Grêmio por 2–0, na 17.ª rodada — e a vitória do São Paulo por 2–1 sobre o Vasco da Gama — perdeu a liderança para o São Paulo. Terminou sua participação como vice-campeão.
Na Copa do Brasil, assim como os demais clubes que participaram da Copa Libertadores, entrou na fase de oitavas de final. A estreia foi contra a Ponte Preta, em 2 de maio, em Campinas e uma vitória por 1–0. Na partida de volta, no Maracanã, o empate em 0–0 garantiu a classificação. Nas quartas, contra o Grêmio, 1–1 (em Porto Alegre) e novamente 1–0, no Maracanã. Na semifinal, contra o Corinthians, mais um empate sem gols no Maracanã e a derrota por 2–1, na Arena Corinthians, o clube deixou a competição. Após esta derrota, o treinador Maurício Barbieri foi demitido.
Disputou 68 partidas, sendo 37 vitórias, 18 empates e 13 derrotas, com desempenho de 63,2%. Marcou 97 gols e sofreu 47, ficando com saldo de 50 gols.
O artilheiro da temporada foram Henrique Dourado e Lucas Paquetá com 12 gols, seguidos por Éverton Ribeiro e Vinícius Júnior (que deixou o clube no início de julho, com destino ao Real Madrid) com 10 gols, Diego com oito, Fernando Uribe com seis, Éverton (que deixou o clube em 17 de abril e foi para o São Paulo), Felipe Vizeu (que deixou o clube, também no final de julho e foi para a Udinese), Rhodolfo e Vitinho com três, sete futebolistas marcaram dois gols e seis com um gol cada, entre eles, Paolo Guerrero (que deixou o clube, em 10 de agosto, após o encerramento do contrato não renovado).
Na parte disciplinar, foram 158 cartões. Os 12 vermelhos foram quatro para Gustavo Cuéllar (na derrota para o Fluminense por 4–0, pela 2.ª rodada da Taça Rio; no empate em 1–1 com o Vasco da Gama, pela 6.ª rodada do Campeonato Brasileiro; também no empate em 1–1 com o Palmeiras pela 12.ª rodada do Brasileirão; e no empate em 2–2 com o América-MG, pela 21.ª rodada do Brasileiro) e mais oito para um jogador cada. Os 146 amarelos foram: 18 para Diego, 16 para Lucas Paquetá, 11 para Gustavo Cuéllar, Henrique Dourado e Renê, seis para Diego Alves, Éverton Ribeiro, Jonas, Léo Duarte e Willian Arão, cinco para Marlos Moreno e Vinícius Júnior, quatro para três jogadores, três para três jogadores, dois para outros cinco jogadores e um cartão amarelo para oito futebolistas.
Nenhum jogador marcou hat-trick e nenhum jogador fez gol contra.

## Elenco Profissional
| Jogador       | Pos. | Clube de destino e período       | Ref.          |
| ------------- | ---- | -------------------------------- | ------------- |
| Nixon         | A    | Kalmar, 31/12/2018               | [ 12 ]        |
| Matheus Sávio | M    | Estoril Praia, 30/06/2018        | [ 12 ]        |
| Cafu          | A    | Estoril Praia, 30/06/2018        | [ 12 ]        |
| Canteros      | V    | Chapecoense, 31/05/2018          | [ 12 ]        |
| Thiago Santos | A    | Mumbai City, 31/12/2018          | [ 12 ]        |
| Gabriel       | PD   | Sport, 31/12/2018                | [ 13 ]        |
| Alex Muralha  | G    | Albirex Niigata, 01/02/2019      | [ 14 ] [ 15 ] |
| Rafael Vaz    | Z    | Universidad de Chile, 13/02/2019 | [ 16 ]        |
| Jajá          | V    | Kalmar, 31/12/2018               | [ 17 ]        |

| Jogador       | Pos. | Clube de origem e período    | Ref.   |
| ------------- | ---- | ---------------------------- | ------ |
| Geuvânio      | A    | Tianjin Quanjian, 31/12/2018 | [ 18 ] |
| Marlos Moreno | A    | Manchester City, 31/12/2018  | [ 19 ] |

| Jogador          | Pos. | Clube anterior | Ref.   |
| ---------------- | ---- | -------------- | ------ |
| Júlio César      | G    | Benfica        | [ 20 ] |
| Henrique Dourado | A    | Fluminense     | [ 21 ] |
| Fernando Uribe   | A    | Toluca         | [ 22 ] |
| Vitinho          | A    | CSKA Moscou    | [ 23 ] |
| Piris Da Motta   | V    | San Lorenzo    | [ 24 ] |
| Thiago Ennes     | LD   | Náutico        | [ 25 ] |

| Jogador         | Pos. | Clube de destino   | Ref.   |
| --------------- | ---- | ------------------ | ------ |
| Márcio Araújo   | V    | Chapecoense        | [ 12 ] |
| Trindade        | V    | Jamshedpur         | [ 12 ] |
| Mancuello       | M    | Cruzeiro           | [ 26 ] |
| Júlio César     | G    | Carreira encerrada | [ 27 ] |
| Éverton         | A    | São Paulo          | [ 28 ] |
| Vinícius Júnior | A    | Real Madrid        | [ 29 ] |
| Ederson         | M    | Carreira suspensa  | [ 30 ] |
| Jonas           | V    | Al-Ittihad         | [ 31 ] |
| Felipe Vizeu    | A    | Udinese            | [ 32 ] |
| Paolo Guerrero  | A    | Contrato encerrado | [ 33 ] |
| Lucas Paquetá   | A    | Milan              | [ 34 ] |

Legenda
| - : Jogadores que retornam de empréstimo | - : Jogadores emprestados |

## Fatos marcantes

### Transferências

#### Entradas

##### Marlos Moreno
Em 16 de janeiro, o atacante colombiano Marlos Moreno, do Manchester City e que estava no Girona, foi anunciado como primeiro reforço da temporada. O jogador ficará no clube até 31 de dezembro de 2018, por empréstimo.
O atacante foi apresentado no Ninho do Urubu, em 16 de janeiro, e ele usará a camisa 17 que era usada pelo lateral Gabriel, que deixou o clube.
| “                                                    | Estou muito bem fisicamente. Treinava desde dezembro. Creio que é uma grande oportunidade para mostrar meu nível (...) Sou habilidoso, rápido, gosto de um contra um, gosto de ajudar os companheiros com jogadas de ataque. Talvez foram poucas oportunidades ou o sistema de jogo (experiência na Europa). Não foi questão de adaptação. | ” |
| — Marlos Moreno, durante entrevista na apresentação, | |   |

##### Júlio César
Apresentação
Em 29 de janeiro, foi anunciado o retorno ao clube do goleiro Júlio César, após 13 anos na Europa. O futebolista retorna para encerrar a carreira, com contrato de três meses, terá um salário simbólico (15 mil reais) e usará a camisa 12, até então aposentada (em homenagem à torcida).
| “                                     | Volto feliz, com muita vontade de ser campeão e de encerrar a carreira de maneira brilhante. Se hoje sou quem eu sou, o Flamengo faz parte da minha formação como homem (...) Não há a possibilidade de estender meu contrato. A minha situação é um projeto de três meses para que eu encerre minha carreira depois do Carioca. | ” |
| — Júlio César durante a apresentação, | |   |

| “                                                                   | A camisa 12, que foi aposentada em homenagem à torcida, mas entendemos que, no caso dele, como ele está prestando uma homenagem à torcida. Nada mais justo que a torcida use esse número enquanto ele estiver conosco. | ” |
| — Presidente Eduardo Bandeira de Mello, na apresentação do goleiro, | |   |

Reestreia
Em 7 de março, Júlio César fez sua reestreia pelo clube contra o Boavista, no estádio Raulino de Oliveira, em partida válida pela 4.ª rodada da Taça Rio. O Flamengo venceu por 3–0, com gols de Rodinei, Diego e Lucas Paquetá. O goleiro atuou como capitão da equipe.
| “                      | Fui pego de surpresa pelo Juan, que disse que eu seria capitão. Ao longo da minha carreira, tinha sido capitão apenas uma vez. Fiquei feliz. | ” |
| — Na saída do estádio, | |   |

##### Henrique Dourado
Anúncio
Em 1 de fevereiro, através da "Fla TV" (canal do clube no "YouTube"), o clube anunciou a contratação do atacante Henrique Dourado, o agora "CeiFLAdor" — um trocadilho com o apelido do jogador, "Ceifador" — que pertencia ao Fluminense. A transação, no total, irá ultrapassar 11 milhões de reais.
Apresentação
Dourado foi apresentado no Ninho do Urubu no próprio dia 1 de fevereiro. O contrato do atacante será até o final de 2021 e ele vestirá a camisa 19. Não há previsão para a estreia do atleta, que já está regularizado para o Carioca. A decisão ficará a cargo do treinador.
| “                                                        | Agradeço ao presidente, ao Rodrigo (Caetano) e a todos os envolvidos que fizeram que essa negociação se concretizasse. Estou muito feliz. Quero trazer muitas alegrias à Nação (...) Na nossa vida profissional e pessoal, as coisas acontecem no momento certo. Se hoje estou aqui, venho um jogador muito mais maduro, com mais experiência e chego para agregar. Quero desempenhar o meu papel, assim como fiz nos outros clubes. | ” |
| — Dourado durante a entrevista coletiva na apresentação, | |   |

Previsão de estreia
O treinador Paulo César Carpegiani anunciou a estreia de Dourado para a partida válida pela semifinal da Taça Guanabara contra o Botafogo:
| “ | Ele fará sua estreia (na semifinal). Estava programado. Ele sabe disso. Esperamos um jogo em casa para isso. Se for aqui (em Brasília) fará sua estreia. | ” |
| — Carpegiani em entrevista após a partida entre o Flamengo e o Volta Redonda, em Brasília, válido pela última rodada da Taça Guanabara., | |   |

Pagamento da primeira parcela
Em 8 de fevereiro, o Flamengo realizou o pagamento da primeira parcela de 1 milhão de euros — cerca de 4 milhões de reais —, referente a 50% pela compra do atacante, ao Fluminense. O prazo era 9 de fevereiro. Os demais 50% serão pagos em setembro, como combinado entre os clubes. O Mirassol também tem parte dos direitos do atacante.

##### Fernando Uribe
Anúncio
Em 26 de junho, ainda durante o período da Copa do Mundo de 2018, o clube anunciou a contratação do atacante colombiano Fernando Uribe, que atuava pelo Toluca, do México.
Apresentação
No dia seguinte ao anúncio da contratação, 27 de junho, o jogador foi apresentado no Ninho do Urubu. Ele vestirá a camisa 20 que, até dois dias antes, pertencia a Vinícius Júnior e que também era sua camisa no seu último clube, o Toluca. O contrato do colombiano tem validade até o final da temporada de 2021.
| “                                                      | Tenho muita mobilidade no ataque, me dou bem com meus companheiros, e eu amo gols, é o que mais me encanta. | ” |
| — Fernando Uribe durante a entrevista de apresentação, | |   |

Regularização na CBF
Em 17 de julho, o nome do atacante foi publicado no BID (Boletim informativo diário, da CBF) e, portanto, está com a situação regularizada junto à Entidade, podendo participar das partidas pelo clube.

##### Vitinho
Anúncio
Em 27 de julho, o clube anunciou a contratação do atacante Vitinho, de 24 anos, por 10 milhões de euros ou cerca de 44 milhões de reais, do CSKA Moscou, da Rússia. O futebolista chegará ao Rio de Janeiro, em 29 de julho, e deve ser apresentado em 30 de julho.
Apresentação
Em 30 de julho, foi apresentado no Ninho do Urubu, após o primeiro treino pelo clube.
| “          | É um sonho de moleque de verdade. Sempre disse para minha família que um dia jogaria no Flamengo. Graças a Deus, esse dia chegou. Estou louco para jogar, estrear, botar isso para fora e dar alegrias ao torcedor. | ” |
| — Vitinho, | |   |

##### Piris da Motta
Anúncio e assinatura
Em 2 de agosto, o Flamengo anunciou a contratação do volante da Seleção Paraguaia Piris Da Motta, anteriormente no clube argentino San Lorenzo. O rubro-negro pagou cerca de três milhões de dólares — em torno de 10 milhões de reais, no câmbio atual — pelos direitos econômicos do futebolista até o final de 2022.
| “                                                | A verdade é que estou muito contente com esse passo na minha carreira, ainda mais por jogar no maior clube do Brasil, que só de saber que se interessavam em mim foi um orgulho muito grande. Espero aproveitar minha passagem aqui no Flamengo e desfrutar ao máximo. | ” |
| — Piris Da Motta, após a assinatura do contrato, | |   |

Apresentação
Em 6 de agosto, o volante foi apresentado no Ninho do Urubu. Além disso, já teve o nome publicado no BID da CBF e poderá atuar já na próxima partida. O jogador usará a camisa 25.
| “                                                              | Antes de tudo, quero agradecer ao Flamengo por toda confiança apostada em minha pessoa, ao meu jogo, e espero retribuir dentro de campo. | ” |
| — Piris da Motta, na primeira resposta da entrevista coletiva, | |   |

#### Saídas

##### Márcio Araújo
O volante foi o primeiro atleta a deixar o clube na temporada 2018. Ele assinou com a Chapecoense por dois anos após não ter o seu vínculo com o clube renovado. Era um dos atletas com mais tempo no elenco atual, tendo chegado ao clube em 2014. O jogador disputou 219 partidas e marcou três gols e participou da conquista dos Estaduais de 2014 — sendo autor do gol do título — e de 2017.

##### Gabriel
O ponta-direita Gabriel deixou o clube por empréstimo para o Sport até o final da temporada 2018. O jogador foi oficiamente apresentado pelo novo clube em 15 de janeiro, mas já apareceu no gramado um dia antes, na partida do Sport contra o Atlético Tucumán, da Argentina, pela Taça Ariano Suassuna.
| “                                                  | As expectativas são as melhores possíveis aqui no Sport. Vim com o intuito de ajudar, de fazer um grande ano com o clube, um dos grandes do futebol brasileiro. Quero conquistar títulos. Espero que o Sport seja feliz comigo aqui neste ano. | ” |
| — Gabriel, em entrevista ao site oficial do Sport, | |   |

##### Mancuello
Em 11 de janeiro, o Cruzeiro anunciou a contratação do meia argentino Mancuello por três temporadas (2018–2020) com opção de renovação por mais uma temporada (2021). O Cruzeiro vai pagar 1,8 milhão de dólares (aproximadamente 5,8 milhões de reais) ao rubro-negro por 60 por cento dos direitos econômicos do futebolista.

##### Alex Muralha
Em 23 de janeiro, o clube anunciou o empréstimo do goleiro Alex Muralha até 1 de janeiro de 2019, para o clube japonês Albirex Niigata, com opção de compra. Como Alex só viajará em 5 de fevereiro para Niigata, para assinar o contrato e fazer os exames médicos, continuará treinando com os demais jogadores da equipe rubro-negra no Ninho do Urubu.

##### Felipe Vizeu
Em 7 de fevereiro, a Udinese, clube italiano, anunciou a contratação do atacante Felipe Vizeu. Ele permanece no clube até a Copa do Mundo e se apresenta em 1 de julho. O contrato será por cinco temporadas. A negociação foi de seis milhoes de dólares — cerca de 19 milhões de reais —, porém o rubro-negro receberá 60% do valor, a parte que lhe cabe. Metade deste valor agora e o restante no final do ano.
| “                                                                         | É um jovem atacante e estamos convencidos de que tem um grande potencial. Vem de uma das equipes mais importantes do Brasil, onde você não vira titular se não possui qualidades técnicas e pessoais. O Flamengo é uma excelente equipe onde a pressão também é enorme e o excelente campeonato que fez nos faz acreditar que tem características para ir muito bem na Itália. | ” |
| — Manuel Gerolin, diretor esportivo da Udinese, ao site oficial do clube, | |   |

Despedida
Em 14 de junho, pelas redes sociais, escreveu um texto emocionado sobre a despedida:
| “               | Nem no meu melhor SONHO eu poderia sonhar o que vivi hoje aqui no Maracanã. Obrigado meu Deus por tudo… Escutar da maior torcida do MUNDO meu nome, com a companhia dos meus familiares em peso no estádio me apoiando, fazendo mais 1 GOL e saindo com + 3 pontos. | ” |
| — Felipe Vizeu, | |   |

Estreia
Em 15 de julho, fez sua estreia em amistoso contra o Rappresentativa FVG, marcando um gol.

##### Rafael Vaz
Despedida dos companheiros
Em 9 de fevereiro, o zagueiro Rafael Vaz se despediu dos companheiros no Ninho do Urubu. Em 12 de fevereiro, ele assinaria contrato de empréstimo com a Universidad de Chile, por um ano. Como o vínculo com o Flamengo termina ao final do ano, Rafael deixa o clube definitivamente. O clube chileno pagará integralmente o salário do atleta. O valor da transação será de 250 mil reais.
| “                                                                                     | Hoje acertamos o contrato com a Universidad de Chile. Rafael Vaz chegará na segunda para exames médicos, mas está tudo certo. Ele está muito feliz por chegar a um grande clube do Chile. Não posso falar em valores, mas é um contrato bom para todos. | ” |
| — Reinaldo Pitta, empresário do jogador, em entrevista ao jornal chileno “La Cuarta”, | |   |

Despedida nas redes sociais
Em 14 de fevereiro, Vaz usou as redes sociais para se despedir do Flamengo.
| “                           | Encerro um ciclo de muitas vitórias e alegrias, mas acima de tudo boas experiências. Tive a oportunidade de jogar num dos maiores clubes do mundo e conhecer a força da Nação Rubro-Negra! Isso levarei por toda a vida! Fico muito feliz por ter conquistado títulos, feito gols e principalmente por ter participado de um elenco incrível. Fiz muitos amigos e serei eternamente grato pela contribuição de cada um deles. Torcerei de longe pelo sucesso de cada um! Obrigado, Flamengo! Vamos para uma novo desafio e que Deus continue me abençoando sempre! | ” |
| — Rafael Vaz, no Instagram, | |   |

Apresentação
Vaz foi apresentado pela "La U", em Santiago, em 16 de fevereiro.
| “                                        | Estou muito feliz porque cheguei a uma equipe grande, ao maior clube do Chile. Meus companheiros me receberam muito bem, a cada dia que passa me acostumo mais. Quero pegar ritmo, porque é diferente do Brasil. | ” |
| — Em entrevista, durante a apresentação, | |   |

##### Júlio César
Em 5 de abril, o Flamengo anunciou que a partida contra o América Mineiro, em 21 de abril, pelo Campeonato Brasileiro, será disputada no Maracanã e marcará a despedida do goleiro Júlio César do futebol. A partida terá o preço dos ingressos reduzidos.

##### Éverton
Anúncio pelo São Paulo
Em 17 de abril, o São Paulo anunciou a contratação do atacante Éverton. O clube já havia depositado o valor da multa rescisória — 15 milhões de reais — em 16 de abril. O contrato com o novo clube será válido até 30 de junho de 2021. Em 18 de abril, o atleta fará os exames médicos e será apresentado pelo clube paulista, no CCT da Barra Funda.
| “                                                      | Everton é mais uma peça-chave de um São Paulo que pensa grande, que está criando uma identidade, com personalidade forte, para pensar em objetivos ambiciosos | ” |
| — Raí, ex-jogador e executivo de futebol do São Paulo, | |   |

Apresentação
Em 18 de abril, Éverton foi apresentado pelo São Paulo.
| “                                                                | Os dois times são gigantes. O que motivou foi que meu ciclo no Flamengo estava acabando e a proposta do São Paulo foi boa. É um time que também vai buscar títulos, assim como o Flamengo. Estou tranquilo. Foi uma escolha muito pensada. | ” |
| — Éverton, em entrevista durante a apresentação pelo novo clube, | |   |

##### Vinícius Júnior
Despedida
Em 25 de junho, o atacante Vinícius Júnior deu entrevista coletiva para se despedir do clube e dos, agora, antigos companheiros. Ele se apresentará ao Real Madrid, da Espanha, ao completar 18 anos, em 12 de julho.
| “                                                  | Consegui realizar meus sonhos dentro do Flamengo. Fiquei muito feliz com a torcida gritando meu nome. Eu fugia de casa com meu pai para ver o Flamengo jogar. Estar saindo do maior clube do mundo não tem explicação. Eu saio honrado, feliz e muito agradecido com cada técnico que me ajudou no Flamengo. E tenho certeza que todos vão continuar me apoiando. | ” |
| — Vinícius Júnior, durante a coletiva de imprensa, | |   |

| “                                                                              | Infelizmente, estamos comunicando hoje a despedida do Vinicius. Apesar de tudo, temos que comemorar a passagem dele pelo clube também. O Brasil é um país periférico e estamos sujeitos a perder os principais jogadores. Vamos torcer muito para que ele tenha sucesso no Real Madrid e também na Seleção Brasileira. Um dia, esperamos que ele volte para honrar o Manto Sagrado. Não serei mais presidente, mas estarei no aeroporto para recebê-lo de volta. | ” |
| — Presidente Eduardo Bandeira de Mello, também durante a coletiva de imprensa, | |   |

##### Ederson
Em 30 de junho, o contrato do meia Ederson terminou e não foi renovado pelo clube, depois de quase três anos. Com o fim do contrato, o jogador resolveu dar uma parada na carreira para tratar dos problemas enfrentados no joelho, de forma definitiva.
| “                                     | Primeiramente, gostaria de agradecer ao Flamengo, aos meus companheiros, à diretoria, a todos os funcionários do clube e à nossa imensa nação rubro-negra, por todo respeito e apoio, principalmente no momento mais difícil da minha vida. Boa sorte ao Flamengo, a todo o grupo e à Nação Rubro-negra. Estarei sempre na torcida. | ” |
| — Ederson, em sua despedida do clube, | |   |

##### Jonas
Em 9 de julho, após uma negociação que quase não se concretizou, o volante Jonas foi anunciado no Al-Ittihad, da Arábia Saudita. O contrato com o clube árabe será por três anos.
| “                                                                                                | A vida é feita de desafios. Encerro hoje meu ciclo com o Flamengo, para seguir em busca de um novo desafio. Quero através deste deixar registrado meu agradecimento a essa Nação, que sempre levarei comigo, assim como a todos os meus companheiros e funcionários do clube, aos treinadores de maneira especial, aos Professores Luxemburgo, Carpegiani e Barbieri, que sempre apostaram em meu trabalho, não deixando também em citar a confiança do Presidente Bandeira de Mello, do CEO Bruno Spindel e Rodrigo Caetano, que hoje já não exerce função no clube, mas sempre foi muito importante nessa minha trajetória. | ” |
| — Parte do texto publicado pelo futebolista no Instagram, ao confirmar a assinatura do contrato, | |   |

##### Paolo Guerrero
Em 10 de agosto — último dia de contrato — o atacante peruano Paolo Guerrero usou as redes sociais para se despedir do clube e da torcida.
| “                                        | O dia de hoje fica marcado como o fim de um ótimo período da minha carreira. Vesti a camisa do Flamengo com todo o empenho possível; foram mais de 100 jogos e 43 gols para dar alegrias ao torcedor rubro-negro, que muito me apoiou no tempo em que estive no Rio de Janeiro. Quero agradecer ao presidente Eduardo Bandeira de Mello e à diretoria pela oportunidade que tive de representar um dos maiores times do Brasil, à comissão técnica, funcionários, companheiros de equipe com quem dividi muitas experiências e, principalmente, o apoio incondicional da torcida nesses 3 anos de Flamengo. | ” |
| — Parte do texto publicado por Guerrero, | |   |

##### Lucas Paquetá
Em 2 de dezembro, concedeu entrevista ao Esporte Espetacular sobre a sua transferência da Gávea para o Milan, da Itália, em janeiro de 2019.
| “                               | Ídolo é uma palavra meio complicada, porque você tem que conquistar, tem que levantar troféus, marcar história, e isso infelizmente eu não consegui fazer. Mas, por outro lado, me entreguei ao máximo. (...) Fiz tudo que sempre sonhei, chegar ao profissional e dar o meu melhor, porque sempre fui muito flamenguista. | ” |
| — Lucas Paquetá, na entrevista, | |   |

### Renovação de contratos

#### Ederson
O meia-atacante Ederson, que se recuperava de tumor no testículo, renovou seu contrato até 30 de junho. Ele se apresentou em 13 de janeiro e a previsão era que tivesse condições de voltar a treinar em fevereiro.

#### Jean Lucas
O volante Jean Lucas teve o contrato renovado por quatro anos com o Flamengo, até o final de 2021. Tratado como uma das principais promessas, mesmo após apenas quatro jogos ou 284 minutos, a multa rescisoria do novo contrato do jogador ultrapassa a casa dos 120 milhões de reais (30 milhões de euros). O atleta foi um dos destaques da campanha da Copa São Paulo do ano passado, mas somente nesta temporada foi integrado definitivamente aos profissionais.

#### Lincoln
Em 9 de março, o Flamengo anunciou a renovação do contrato com o atacante Lincoln, de 17 anos, por mais cinco temoradas, ou seja, até 2023, com uma multa rescisória próxima de 50 milhões de euros ou cerca de 200 milhões de reais. Como parte do acordo, o futebolista passará a receber um salário próximo da faixa de 100 mil reais e "luvas" de um milhão e meio de reais. O jogador passou a integrar o elenco principal, após a suspensão de Paolo Guerreiro, ainda sob o comando do treinador Reinaldo Rueda.
| “                                        | Estou muito feliz por renovar meu contrato até 2023. Agradeço ao Flamengo por tudo que está me proporcionando e aos meus pais, que estão sempre do meu lado. Se Deus quiser ainda teremos muitos gols pela frente | ” |
| — Lincoln, após a renovação do contrato, | |   |

#### Cuéllar
Em 8 de junho, o volante colombiano Gustavo Cuéllar assinou a renovação do seu contrato com o clube até o fim de junho de 2022 — o contrato anterior era até dezembro de 2019. O futebolista teve aumento de salários e a nova multa rescisória será de 70 milhões de euros para clubes do exterior — aumentando em 20 milhões de euros em relação ao contrato antigo — algo na faixa de 312 milhões de reais.

#### Rodinei
Em 17 de julho, o Flamengo anunciou a renovação do contrato do lateral-direito Rodinei até o fim de 2022. O contrato anterior tinha validade até o fim de 2019.

#### Thuler
Em 17 de julho, o Flamengo também anunciou a renovação do contrato do zagueiro Thuler, do fim de 2022 até julho de 2023.

### Competições

#### Campeonato Carioca

##### Final da Taça Guanabara
Veto do Nilton Santos
Em 13 de fevereiro, o Botafogo confirmou, através de nota, que não iria liberar o estádio Nilton Santos para a final da Taça Guanabara. A principal justificativa, em detrimento da questão financeira, foi a comemoração do terceiro gols no clássico entre o Flamengo e o Botafogo, quando o atacante Vinícius Júnior fez o gesto de "chororô".
| “                   | (...) 2 - A decisão foi tomada unicamente em função da comemoração de gol do atleta adversário, praticando - no entendimento dos botafoguenses - desrespeito à Instituição Botafogo, que é representada pelos seus atletas, sócios e torcedores; (...) | ” |
| — Nota do Botafogo, | |   |

Nota da FERJ
A Federação de Futebol do Rio de Janeiro (FERJ) também divulgou uma nota, pedindo para que o Botafogo revisse sua posição.
| “               | A Federação de Futebol do Rio de Janeiro soube informalmente do posicionamento atribuído ao Botafogo, mas acredita que os passos serão revistos. O que será uma medida sensata para o próprio clube, que não pode se apequenar diante de uma irreverência isolada de um jovem atleta, no auge da emoção de um gol e irreverência que certamente não parece representar a postura do Clube de Regatas Flamengo, principalmente num momento em que os presidentes e as instituições estão em fase de entendimento. Imaginação diversa não condiz com as tradições desses clubes e atinge o Botafogo, o Flamengo, o campeonato e os torcedores, já tão distantes dos estádios. | ” |
| — Nota da FERJ, | |   |

Decepção do Boavista
o gestor do Boavista, João Paulo Magalhães, botafoguense declarado, deixou clara sua decepção com o veto do Botafogo a disputada da final no Estádio Nilton Santos.
| “                       | Uma pena. Eu gostaria de jogar na casa do Botafogo, pois me sinto em casa. Eu acho que o Boavista é uma extensão do Botafogo. Seria ideal o local (...) Nós estamos representando todos os demais clubes tirando os grandes. Acho que jogar em Volta Redonda será ruim para esta final. Lá é muito fora de mão e o estádio costuma ficar vazio. Você vê que Flamengo e Botafogo, na semifinal, tiverem pouco mais de seis mil pessoas (foram 6 955 presentes). Uma final onde a cidade fica a quase 300 quilômetros da nossa torcida. Será somente público do Flamengo. A partida também terá a forte concorrência pelo fato do jogo ser em TV aberta (...) | ” |
| — João Paulo Magalhães, | |   |

Estádio Kleber Andrade
Na tarde do mesmo dia, houve um acordo entre Boavista, Flamengo e a FERJ e o estádio Kleber Andrade, em Cariacica, no Espírito Santo, foi anunciado como o local da final, "costurado" pela empresa do ex-jogador Roni.
Confirmação da FERJ
A FERJ confirmou, em seu site oficial, a realização da partida no estádio Kleber Andrade.
TJD determina liberação do Nilton Santos
Em 14 de fevereiro, o Tribunal de Justiça Desportiva do Rio de Janeiro (TJD/RJ), através de liminar, determinou que o Botafogo ceda o estádio Nilton Santos para a partida final da Taça Guanabara, caso o clube mandante — Boavista — assim desejasse. Porém, o clube optou por não modificar o local da partida, pois os ingressos já estão sendo vendidos.
| “ | Sendo assim, CONCEDO A LIMINAR requerida, no sentido de que o Botafogo de Futebol e Regatas, ora primeiro requerido, ceda o Estádio Nilton Santos, para a realização da final da Taça Guanabara, na hipótese do mandante Boa Vista Futebol Clube assim desejar, sob pena de multa no valor de R$ 500.000,00 (quinhentos mil reais), obrigando-se o segundo requerido, Federação de Futebol do Estado do Rio de Janeiro (FERJ) a tomar todas as medidas necessárias para operacionalização do que fora determinado. | ” |
| — Decisão da liminar, que menciona erroneamente o clube homônimo de Portugal (Boavista Futebol Clube), quando o correto seria "Boavista Sport Club", | |   |

| “                                     | O estatuto da federação diz que, quando o clube se filia, coloca sua arena esportiva à disposição. Não pode o Botafogo simplesmente negar, ainda mais com a justificativa de compensar uma eventual ofensa sofrida. O clube de futebol não aplica pena, não faz compensação. A procuradoria tem toda razão no que sustentou e por isso concedi liminar determinando que o Botafogo ceda o estádio, caso o Boavista queira. | ” |
| — Marcelo Jucá, presidente do TJD/RJ, | |   |

Nota do Boavista sobre a liminar
| “                                             | O Boavista Sport Club, ciente da decisão do Tribunal de Justiça Desportiva do Rio de Janeiro, entende que o melhor para o Campeonato Carioca seria realização da final da Taça Guanabara contra o Flamengo, neste domingo, no Estádio Nilton Santos. Mas pelo acordo firmado com a Federação do Espírito Santo, a empresa Roni 7 e o Flamengo, o Boavista anuncia a manutenção da final da Taça GB para o Estádio Kleber Andrade, em Cariacica. O Boavista não vê tempo hábil para fazer valer a decisão do TJD-RJ. Embora creia que nela haja robustez, pois os filiados precisam, por estatuto, ceder suas arenas para utilização do campeonato. E por fim a falta de tempo impede o Boavista de, mesmo de posse da decisão favorável, manter contatos com a diretoria do Botafogo para acordar a cessão do estádio. | ” |
| — Nota do Boavista sobre a liminar do TJD/RJ, | |   |

#### Copa Libertadores
Cuéllar suspenso por dois jogos
O futebolista colombiano Gustavo Cuéllar, o presidente Bandeira de Melo e diretor-executivo Rodrigo Caetano foi punido pelo juiz paraguaio Eduardo Gross Brown, do Tribunal Disciplinar. Cuéllar ficará suspenso por dois jogos e não enfrentará o River Plate e o Emelec e pagará multa de dois mil dólares por preferir ofensas ao árbitro enquanto ia pegar a medalha de prata, após a final da Copa Sul-Americana de 2017. Já o presidente e o diretor-executivo foram multados em cinco mil dólares cada, por ofensas ao árbitro venezuelano José Argote, na partida de ida da semifinal, em 23 de novembro de 2017, contra o Junior de Barranquilla, no Maracanã. Não cabem mais recursos contra as punições.
Portões fechados em dois jogos
A Confederação Sul-Americana de Futebol (CONMEBOL) definiu a sentença ao Flamengo pelos incidentes na final da Copa Sul-Americana de 2017 (invasão e vandalismo): duas partidas com portões fechados e multa de 300 mil dólares (cerca de 950.000 reais). O clube irá recorrer ao Tribunal de Apelação da própria CONMEBOL e, caso o recurso não seja aceito, ainda poderá recorrer a Corte Arbitral do Esporte (CAS). Se a sentença for mantida, o clube jogará contra o River Plate, em 28 de fevereiro, e contra um clube proveniente da pré-Libertadores, em 18 de abril, sem a torcida. Somente a última partida em casa, em 16 de maio (válida pela 5.ª rodada), contra o Emelec, a torcidade poderá assistir a partida no estádio.
Acordo por Nilton Santos
Em 16 de fevereiro — após a polêmica da comemoração do terceiro gol do Flamengo pelo atacante Vinícius Júnior contra o Botafogo, pela semifinal da Taça Guanabara e a não disponibilização do estádio Nilton Santos, pelo Botafogo, para a final da Taça Guanabara — uma reunião entre Luis Fernando Santos, vice-presidente executivo do Botafogo, Fred Luz, diretor geral e Marcelo Frazão, diretor de novos negócios, ambos do Flamengo, o "tratado de paz" foi assinado, em forma de aluguel do estádio Nilton Santos.
Em princípio serão dois jogos no "Niltão": 21 de fevereiro, contra o Madureira, pela abertura da Taça Rio e uma semana depois, 28 de fevereiro, pela estreia na Libertadores, contra o River Plate.
O valor de cada partida não foi divulgado pelos clubes, mas o GloboEsporte.com apurou que o acordo deverá render, ao Botafogo, 100 mil reais pela primeira partida — conforme previsto no regulamento do Campeonato Carioca — e 150 mil pela estreia na Libertadores, porém com portões fechados.
| “                       | As conversas vêm de algum tempo, desde o ano passado, quando o Carlos Eduardo (Pereira, ex-presidente) se encontrou com o Bandeira (de Mello) no SporTV. Ali começou uma reaproximação que esse ano seguiu com o Nelson (Mufarrej), e já começaram a aparecer alguns eventos. O Botafogo precisa fazer caixa usando o ativo que tem. E o Flamengo também quer fazer pagando menos do que os valores exorbitantes do Maracanã. Esse acidente que houve na ilha gerou a necessidade de acelerar o processo e foi o condutor dessa negociação | ” |
| — Luis Fernando Santos, | |   |

Além do valor pago nas duas partidas, o Botafogo terá o lucro com o estacionamento e os bares. Eventuais danos causados pela torcida rubro-negra serão de responsabilidade do Flamengo.
| “                                                           | O Flamengo agradece a parceria do Botafogo, entende que esse é um passo que reforça ainda mais a grandeza das duas instituições e demonstra a disposição dos clubes em trabalhar em conjunto pelo bem do futebol do Rio. | ” |
| — Bandeira de Mello, presidente do Flamengo, em comunicado, | |   |

#### 2019: Florida Cup
Anúncio
Em 4 de setembro, a diretoria do Flamengo anunciou a participação da próxima edição da Florida Cup, no estado da Flórida, Estados Unidos. Além do clube, estão confirmados também São Paulo, Eintracht Frankfurt — campeão da Copa da Alemanha — e Ajax, dos Países Baixos. Não há calendário definido para a competição, mas o clube trabalha com o período entre 3 — retorno do elenco das férias — e 15 de janeiro.
Sem custos
A participação na edição de 2019 da Florida Cup não terá custos para o clube e poderá render aos cofres até 1 milhão de reais, entre transmissão, patrocínio e licenciamento de produtos. O Flamengo não terá nenhum custo durante o período nos Estados Unidos, previsto para ser entre 5 e 13 de janeiro. O Rubro-Negro joga contra o Ajax, em 10 de janeiro, e contra o Eintracht Frankfurt, em 12 de janeiro, sendo ambas as partidas no estádio do Orlando City.

### Mortes
- 28 de julho – Fernandinho, primeiro goleiro profissional — e último amador — do clube. Atuou entre 1930 e 1934 e sua estreia na equipe principal, em 1931, foi em um Fla-Flu vencido pela equipe rubro-negra por 1–0, após três anos sem vencer o Fluminense[72]

### Outros

#### Jogadores

##### Guerrero
Reapresentação
A partir de janeiro de 2018, o atacante Guerrero foi proibido de usar as dependências do Flamengo, em função da suspensão pela FIFA — que iria até 3 de maio. Até dezembro de 2017, ele cumpriu suspensão preventiva e, assim, não se apresentou junto com o grupo, em 13 de janeiro, já que não poderia usar o Ninho do Urubu, nem treinar em separado, como vinha fazendo até então. De longe, o clube supervisionou as atividades, já que o contrato é válido até agosto de 2018.
Suspensão do contrato
Em 14 de janeiro, o clube anunciou a suspensão do contrato com o atacante, conforme previsto no próprio contrato e na Lei Pelé. A decisão do departamento jurídico teve validade enquanto o peruano não podia exercer as atividades profissionais, ou seja, até o final da suspensão imposta pela FIFA. Assim, apenas o salário não foi pago, mas direitos de imagem e "luvas" continuam sendo pagas até o fim do vínculo com o Flamengo.
WADA recorre contra redução
Em 14 de fevereiro, a imprensa peruana noticiou que a Agência Mundial Antidoping (WADA) planejava apelar contra a redução da pena do jogador peruano na Corte Arbitral do Esporte (CAS). A suspensão inicial aplicada pela FIFA foi de um ano, mas foi reduzida para seis meses, pelo tribunal de apelação da própria entidade. Com esta redução, o atacante poderia participar da Copa do Mundo de 2018, na Rússia.
TAS amplia suspensão
Em 14 de maio, o Tribunal Arbitral do Esporte (TAS) ampliou a suspensão do atacante peruano para 14 meses. A decisão, em última instância, era definitiva, não cabendo mais recursos. Como já havia cumprido seis meses de suspensão, o atacante só poderia voltar a atuar em oito meses, ou seja, somente em 2019.
Efeito suspensivo no Tribunal Federal da Suíça
Em 31 de maio, o Tribunal Federal da Suíça (TFS) concedeu efeito suspensivo a decisão do TAS. Desta forma, o atacante pode disputar a Copa do Mundo pela Seleção Peruana.
| “                                          | Efeito suspensivo requerido por Paolo Guerrero garantido pelo presidente da I Divisão Civil da Corte Federal garante a Apelação do jogador peruano de futebol Paolo Guerrero contra a decisão ainda não resolvida do Tribunal Arbitral do Esporte (TAS), um efeito suspensivo superprovisório. O aumento da punição do TAS de seis para 14 meses por quebrar o regulamento anti-doping da FIFA não tem, por ora, efeito. | ” |
| — Comunicado do Tribunal Federal da Suíça, | |   |

TAS e o efeito suspensivo
Também em 31 de maio, o Tribunal Arbitral do Esporte (TAS) informou, em nota, que não se opunha ao recurso do atacante junto ao Tribunal Federal da Suíça (TFS). No entanto, a liberação do jogador dependia da decisão da Justiça suíça.
Reapresentação
Em 2 de julho, após a eliminação da Seleção Peruana da Copa do Mundo, Guerrero se reapresentou ao Flamengo.
Consulta à CBF
Em 12 de julho, após nova consulta à CBF — o clube enviou uma consulta em 28 de junho — a liberação de Guerrero para disputar partidas pelo Campeonato Brasileiro, seguia indefinida. Entretanto, a entidade não foi clara em relação a questão e pediu que as dúvidas do clube fossem esclarecidas junto ao Tribunal Federal da Suíça. Em função dessa falta de esclarecimento da CBF, o clube decidiu recorrer ao Superior Tribunal de Justiça Desportiva (STJD) com um mandado de garantia.
Liberação do TAS
Em 17 de julho, o TAS divulgou uma nota informando que, enquanto a decisão do Tribunal Federal da Suíça não for revertida, o atacante estava liberado para jogar. Entretanto, o Flamengo aguardava uma liberação oficial da FIFA e da CBF para escalar o peruano.
| “                          | A suspensão permanecerá em espera até que o Tribunal Federal Suíço decida suspendê-la ou, no mais tardar, no final do processo do recurso perante o Tribunal Federal, se o recurso for indeferido. Enquanto a suspensão estiver em espera, Paolo Guerrero pode jogar por sua equipe e país normalmente. | ” |
| — Nota divulgada pelo TAS, | |   |

Liberação da CBF
Em 18 de julho, o Flamengo recebeu e-mail do TAS com a liberação para o atacante. Uma cópia foi enviada ao Departamento Jurídico da CBF, que liberou a participação do peruano, a partir da partida contra o São Paulo, que foi realizada à noite, no Maracanã.

#### Mudanças no Departamento de Futebol
Após a derrota por 1–0 para o Botafogo, pela semifinal do Campeonato Carioca, e da atuação da equipe ser classificada como "vergonhosa", pelo vice-presidente de Futebol do clube, Marcelo Lomba, o Departamento passou por uma série de mudanças. O diretor-executivo de futebol, Rodrigo Caetano, o treinador Paulo César Carpegiani, os auxiliares-técnicos Rodrigo Carpegiani e Jayme de Almeida, o preparador físico Marcelo Martorelli e o gerente de futebol Mozer foram demitidos.
Notas oficiais do clube
| “                                                                              | O Clube de Regatas do Flamengo comunica que Rodrigo Caetano não é mais diretor-executivo de futebol. A decisão foi tomada em comum acordo com a diretoria na tarde desta quinta-feira (29). | ” |
| — Trecho do comunicado oficial do clube sobre a demissão do diretor-executivo, | |   |

| “                                                                                           | O Flamengo informa que Paulo César Carpegiani não é mais técnico do Flamengo. O treinador deixa o clube acompanhado de seu auxiliar-técnico, Rodrigo Carpegiani. | ” |
| — Trecho do comunicado oficial do clube, com a demissão do trienador e do auxiliar-técnico, | |   |

| “ | O Flamengo informa que Mozer, Jayme de Almeida e Marcelo Martorelli não fazem mais parte do corpo técnico do Flamengo. Com isso, Maurício Barbieri comandará os treinamentos até a definição do novo técnico. | ” |
| — Trecho do comunicado oficial do clube sobre a demissão do gerente de futebol, do auxiliar-técnico e do preparador físico, | |   |

Nota de Rodrigo Caetano
| “                                                                  | Gostaria de agradecer ao Clube de Regatas do Flamengo por tudo que me proporcionou nesses três anos e três meses de muito trabalho e dedicação integral, visando o crescimento da instituição, tanto dentro quanto fora de campo. Ao presidente Eduardo Bandeira de Mello e ao CEO Fred Luz, o meu muito obrigado pela parceria e comprometimento em prol de uma gestão transparente e profissional. | ” |
| — Trecho da nota divulgada por Rodrigo Caetano sobre sua demissão, | |   |

Nota de Carpegiani
| “                                                               | Nação Rubro Negra Nestes três meses de Flamengo, pude reviver momentos maravilhosos e emocionantes ao lado desse grupo profissional e dessa gigantesca torcida. Nesse período, conquistamos 11 vitórias em 17 jogos. Tivemos apenas três derrotas, sendo a última a primeira com a equipe titular. Em minha terceira passagem pelo Fla, conquistamos a Taça Guanabara, fazendo um dos melhores inícios de temporada e deixando o Clube como líder do seu grupo na Copa Liberadores da América. Agradeço a diretoria e a toda Nação Rubro Negra pelo apoio, incentivo e oportunidade. Vida longa ao Flamengo e sua apaixonada torcida! | ” |
| — Nota divulgada por Paulo César Carpegiani sobre sua demissão, | |   |

Novo diretor executivo
Em 31 de março, o clube anunciou Carlos Noval, responsável desde 2010 pela base do Flamengo — ainda na gestão de Patrícia Amorim — como o novo diretor executivo de futebol. Durante a sua gestão, foram três títulos da Copa São Paulo de Futebol Júnior (2011, 2015 e 2018).
| “ | Queria agradecer a confiança da diretoria. Estou muito honrado e preparado para dar continuidade a um processo que todos nós estamos construindo juntos, dando sequência ao que o Rodrigo começou. | ” |
| — Carlos Noval, em entrevista coletiva, em 2 de abril, após o treinamento realizado no Ninho do Urubu, | |   |

#### Acordo com o Maracanã
O Conselho Deliberativo do clube votou e aprovou, em 12 de junho, o contrato assinado com o Maracanã até o fim de 2022 (quatro anos e meio). O contrato prevê o pagamento, pelo Flamengo, de 15 por cento da renda bruta pelo aluguel, com o valores entre 200 mil e 700 mil reais por jogo. O rubro-negro será o responsável por toda a operação da partida, assim como a exploração comercial de espaços do estádio e terá participação na receita de camarotes e bares.
A empresa Esportecom pagará fixos 80 mil reais por jogo, mas ficará com a exploração das áreas publicitárias e dos camarotes. O restante do valor ficará com o clube, que pagará 120 mil reais mesmo para os jogos de menor "apelo" (onde a renda poderá não render ao clube este valor).
A multa rescisória para ambas as partes (Flamengo e Maracanã) é de seis milhões de reais, mas não haverá multa no caso de uma nova licitação ou uma nova concessão do estádio.
O contrato também prevê um mínimo de 25 jogos por ano, sendo clássicos estaduais e nacionais, partidas da Copa Libertadores e fases decisivas de outras competições, a partir das quartas de final. Para este ano (2018), o número mínimo de partidas será 11.

#### Morro da Viúva
Em 22 de junho, o clube anunciou que oficializou a negociação com a RJZ Cyrela da venda do edifício Hilton Santos, conhecido como "Morro da Viúva". A escritura pública definitiva foi lavrada entre as partes na Gávea. Os valores não foram divulgados, mas estima-se que o valor pago ao clube seja em torno de 26 milhões de reais. Além disso, o rubro-negro permanecerá com 30 por cento do empreendimento. O valor recebido terá como destino as obras do novo módulo do CT do Ninho do Urubu, com previsão de conclusão em novembro.
| “                                                                            | Este é um passo importantíssimo, mais uma conquista de extrema relevância na área patrimonial do clube, na medida em que, além do pagamento inicial, será feito um investimento, pela RJZ Cyrela, na ordem de 115 milhões de reais no retrofit completo do prédio, permanecendo o Flamengo como proprietário de 30 por cento das unidades, que serão entregues completamente reformadas, valorizadas, em um empreendimento emblemático, que será uma referência para a cidade | ” |
| — Alexandre Wrobel, vice-presidente de patrimônio, no site oficial do clube, | |   |

#### Fim da Ilha do Urubu
Em 6 de julho, o clube anunciou a rescisão do contrato para uso da "Ilha do Urubu" — o estádio Luso-Brasileiro, na Ilha do Governador — com a Portuguesa-RJ. A rescisão foi motivada pela acordo com o Maracanã, aprovado em junho pelo Conselho Deliberativo, já que não faria sentido financeiro manter as duas estruturas. O objetivo da Ilha do Urubu era que o clube evitasse viagens quando o Maracanã e o Engenhão não estivessem disponíveis, quando o acordo foi assinado, em 2017. Nada foi mencionado sobre multa contratual a ser paga a Portuguesa. Também segundo o clube, as demandas judiciais existentes relativas a queda da torre de iluminação, não sofrerão interferência, ou seja, seguem em curso.
| “                                                                        | O acordo com a Portuguesa foi assinado em janeiro de 2017 para que o Flamengo pudesse mandar seus jogos no Rio de Janeiro e evitar o desgaste das viagens constantes que marcaram o ano de 2016, quando o Maracanã e o Engenhão não estavam disponíveis para o clube, além de ter exercido um papel importante na negociação junto ao Maracanã. (...) O Flamengo gostaria de agradecer a parceria da Associação Atlética Portuguesa, uma vez que o Luso-Brasileiro foi importante para o desenvolvimento técnico do time profissional de futebol e acolheu muito bem a torcida rubro-negra. Novos projetos em conjunto com o clube da Ilha do Governador serão bem-vindos no futuro. | ” |
| — Trechos da nota oficial do Flamengo sobre a rescisão com a Portuguesa, | |   |

#### Suspensão de Kléber Leite
Reunião do Conselho Deliberativo
Em 2 de agosto, a reunião do Conselho Deliberativo definiu pela suspensão do ex-presidente do clube Kléber Leite do quadro associativo do clube por 10 meses. O motivo foi o empréstimo de 6 milhões de reais, em 1995, para a contratação do ex-atacante Edmundo, obtido com o Consórcio Plaza — criado para a construção de um shopping na Gávea, que nunca saiu do papel. Foram 110 votos a favor da suspensão, 92 contrários e dois em branco.
Liminar da Justiça
Em 5 de setembro, a juíza Critian de Araújo Goes Lajchter, da 17ª Vara Cível, deferiu "antecipação dos efeitos da tutela", em caráter liminar, em favor de Kléber Leite suspendendo, assim, a punição imposta pelo Conselho Deliberativo, em agosto. Na decisão, a magistrada marcou para 10 de outubro, audiência entre representantes do clube e o ex-mandatário.

## Treinadores

### Reinaldo Rueda
Em 14 de agosto, o colombiano Reinaldo Rueda foi anunciado como novo treinador da equipe. Rueda é o 10º técnico estrangeiro a dirigir a equipe desde a sua criação.
| “                                                                                | O estilo é do Flamengo, é o DNA do Flamengo. A formação quanto ao sistema de jogo vai variar. (...) Estou muito feliz de estar aqui nessa grande instituição. Vamos buscar a reação que o Flamengo necessita. É um orgulho e uma satisfação ser técnico do Flamengo. O desafio muito grande, mas esperamos cumprir. | ” |
| — Reinaldo Rueda, na entrevista coletiva após a sua apresentação no CT do clube, | |   |

Em 8 de janeiro, antes mesmo do início da temporada 2018, após se reunir com a diretoria rubro-negra, anunciou que deixaria o clube para assumir a Seleção do Chile.
| “                                              | O Clube de Regatas do Flamengo comunica que Reinaldo Rueda pediu demissão e não é mais treinador da equipe profissional. O técnico colombiano assumirá o comando da seleção do Chile. O auxiliar Bernardo Redín e o preparador físico Carlos Velasco também deixam o clube pela mesma razão (...)" | ” |
| — Nota do Flamengo sobre a saída do treinador, | |   |

### Paulo César Carpegiani
Contratação
Em 8 de janeiro, foi anunciado como novo treinador da equipe. A ideia original da diretoria era anunciá-lo como coordenador técnico, mas o anúncio foi postergado até a definição da situação de Reinaldo Rueda. Com a saída de Rueda, foi convidado para assumir a posição de treinador.
Tem um longo histórico com o clube. Quando jogador, atuou no primeiro título brasileiro da geração de Zico e companhia, em 1980, onde atuou com Mozer — atual gerente de futebol do Flamengo. Com a inesperada morte de Cláudio Coutinho, em 1981, assumiu o time e conquistou a Copa Libertadores e a Copa Europeia/Sul-Americana. No ano seguinte, 1982, entre outros, conquistou o Campeonato Brasileiro.
Demissão
Após a derrota para o Botafogo em 28 de março, o clube foi eliminado das finais do Campeonato Carioca. O treinador foi demitido no dia seguinte, 29 de março.

#### Estatísticas
| Temp.                 | Competição            | Jogos | Vitórias | Empates | Derrotas | Aprov. | Observações | Ref |
| --------------------- | --------------------- | ----- | -------- | ------- | -------- | ------ | --- | --- |
| 1981–1983             |                       | 116   | 71       | 27      | 18       | 69,0%  | - 3º Turno do Campeonato Estadual (1981) - Campeonato Carioca de 1981 - Copa Libertadores da América de 1981 - Copa Europeia/Sul-Americana de 1981 - Campeonato Brasileiro de 1982 - Taça Guanabara de 1982 - Taça Governador Ary Ribeiro Valadão (1982) - Taça Confraternização Brasil-Paraguai (1982) - Troféu Brasil-Argentina (1982) |     |
| 2000                  |                       | 22    | 12       | 4       | 6        | 60,6%  | - Troféu São Sebastião (2000) |     |
| Temporadas anteriores | Temporadas anteriores | 138   | 83       | 31      | 24       | 67,6%  | |     |
| 2018                  | Copa Libertadores     | 2     | 1        | 1       | 0        | 66,7%  | |     |
| 2018                  | Campeonato Carioca    | 15    | 10       | 2       | 3        | 71,1%  | - Taça Guanabara de 2018 |     |
| 2018                  | Total da temporada    | 17    | 11       | 3       | 3        | 70,6%  | |     |
| TOTAL                 | TOTAL                 | 155   | 94       | 34      | 27       | 68,0%  | |     |

### Maurício Barbieri
Interino
Em 29 de março, apos a demissão do treinador Paulo César Carpegiani e dos auxiliares-técnicos Rodrigo Carpegiani e Jayme de Almeida, assumiu internamente o comando da equipe, em princípio, até a chegada de um novo técnico.
Efetivação
Durante o recesso para a Copa do Mundo de 2018, em 28 de junho — três meses após assumir interinamente a equipe e com 19 jogos: 11 vitórias, sete empates e uma única derrota — foi anunciada a efetivação do treinador até o final da temporada 2018, com a possibilidade de renovação por mais uma temporada. Com o novo vínculo, o treinador obteve um reajuste salarial e o estabelecimento de metas e prêmios.
Demissão
Após a derrota para o Corinthians, pela Copa do Brasil, o clima para o ex-treinador ficou insustentável no clube e ele foi demitido após a partida.
| “                                                            | Foi um prazer trabalhar em um dos maiores clubes do mundo. Fico satisfeito e orgulhoso por ter ajudado na evolução de jovens talentos e participar do crescimento profissional deles, o que sempre foi um lema no Flamengo. (...) Tenho certeza de que deixo as portas abertas para poder, quem sabe um dia, voltar e fazer um novo trabalho. Só tenho a agradecer a toda diretoria, comissão técnica, jogadores e demais funcionários. E ao torcedor rubro-negro, que é soberano e faz a diferença. | ” |
| — Maurício Barbieri, cinco horas após o anúncio da demissão, | |   |

#### Estatísticas
| Temp. | Competição            | Jogos | Vitórias | Empates | Derrotas | Aprov. | Observações      | Ref |
| ----- | --------------------- | ----- | -------- | ------- | -------- | ------ | ---------------- | --- |
| 2018  | Copa Libertadores     | 6     | 2        | 3       | 1        | 50,0%  | Oitavas de final |     |
| 2018  | Campeonato Brasileiro | 26    | 14       | 6       | 6        | 61,5%  | —                |     |
| 2018  | Copa do Brasil        | 6     | 2        | 3       | 1        | 50,0%  | Semifinal        |     |
| 2018  | Amistosos             | 1     | 1        | 0       | 0        | 100,0% | —                |     |
| 2018  | Total da temporada    | 39    | 19       | 12      | 8        | 59,5%  |                  |     |

### Dorival Júnior
Contratação
No dia seguinte a demissão de Maurício Barbieri, 28 de setembro, o clube anunciou o acerto com treinador Dorival Júnior até o final desta temporada, já que serão realizadas eleições no clube, em dezembro. O treinador teve uma passagem anterior, no início da primeira gestão do atual mandatário, entre 2012 e 2013.
Apresentação
A apresentação do novo treinador aconteceu em Salvador, no hotel da delegação rubro-negra, para a partida contra o Bahia, pela 27ª rodada do Campeonato Brasileiro. O técnico já fará sua estreia na partida.
| “                                                     | Vim consciente de que nessas 12 partidas teremos uma Copa do Mundo ampliada. Momento importante para o clube, espero poder contribuir naturalmente com tudo aquilo que preparamos e vivenciamos nos últimos anos. Que possa contribuir com esse grupo. Será fundamental que tenhamos um postura de uma equipe que realmente queira alcance de resultados. | ” |
| — Dorival Júnior, em entrevista, na sua apresentação, | |   |

Próxima temporada
Com a eleição para o mandatário do clube em dezembro de 2018, é incerto o futuro do treinador no clube. O novo presidente, Rodolfo Landim, só assumirá o clube em 1 de janeiro de 2019 e, portanto, somente após esta data, poderá anunciar um eventual novo treinador ou a permanência do atual treinador. De qualquer forma, Dorival deu uma entrevista ao final da última partida da temporada em tom de despedida do clube, mais uma vez.
| “ | O Flamengo não pode ficar parado. É natural que existe uma eleição em alguns dias, mas algumas medidas eram necessárias. O nosso diretor Carlos Noval estava atento a isso e foi feito um planejamento para adiantar o máximo possível a pré-temporada do ano que vem. Tem um fator muito mais importante do que renovação nesse momento. Nosso trabalho aqui se encerra no dia de hoje, mas estou muito feliz por tudo que vivi nesses dois meses. | ” |
| — Dorival Junior, em entrevista coletiva, após a partida contra o Atlético Paranaense, última do Campeonato Brasileiro, no Maracanã, | |   |

#### Estatísticas
| Temp.                 | Competição            | Jogos | Vitórias | Empates | Derrotas | Aprov. | Observações  | Ref |
| --------------------- | --------------------- | ----- | -------- | ------- | -------- | ------ | ------------ | --- |
| 2012                  | Campeonato Brasileiro | 27    | 8        | 11      | 8        | 43,2%  | —            |     |
| 2013                  | Campeonato Carioca    | 10    | 7        | 1       | 2        | 73,3%  | —            |     |
| Temporadas anteriores | Temporadas anteriores | 37    | 15       | 12      | 10       | 51,4%  |              |     |
| 2018                  | Campeonato Brasileiro | 12    | 7        | 3       | 2        | 66,7%  | Vice-campeão |     |
| 2018                  | Total da temporada    | 12    | 7        | 3       | 2        | 66,7%  |              |     |
| TOTAL                 | TOTAL                 | 49    | 22       | 15      | 12       | 55,1%  |              |     |

Última atualização em 2 de dezembro de 2018.

## Competições

### Resumo das participações
Esse é o resumo das participações em competições na temporada 2018:
| Competição            | Competição            | Pos/Fase     | Pts | J  | V  | E | D | GP | GC | SG  | %     |
| --------------------- | --------------------- | ------------ | --- | -- | -- | - | - | -- | -- | --- | ----- |
| Copa Libertadores     | Copa Libertadores     | Oitavas      | 13  | 8  | 3  | 4 | 1 | 8  | 6  | +2  | 54,2  |
| Campeonato Brasileiro | Campeonato Brasileiro | Vice-campeão | 72  | 38 | 21 | 9 | 8 | 59 | 29 | +30 | 63,2  |
|                       | 1º turno              | 3º colocado  | 37  | 19 | 11 | 4 | 4 | 29 | 15 | +14 | 64,9  |
|                       | 2º turno              | 3º colocado  | 35  | 19 | 10 | 5 | 4 | 30 | 14 | +16 | 61,4  |
| Copa do Brasil        | Copa do Brasil        | Semifinal    | 9   | 6  | 2  | 3 | 1 | 4  | 3  | +1  | 50,0  |
| Campeonato Carioca    | Campeonato Carioca    | 3º colocado  | 32  | 15 | 10 | 2 | 3 | 23 | 8  | +15 | 71,7  |
|                       | Taça Guanabara        | Campeão      | 19  | 7  | 6  | 1 | 0 | 10 | 1  | +9  | 90,5  |
|                       | Taça Rio              | Semifinal    | 13  | 7  | 4  | 1 | 2 | 13 | 6  | +7  | 61,9  |
| Amistosos             | Amistosos             | —            | 3   | 1  | 1  | 0 | 0 | 3  | 1  | +2  | 100,0 |

Última atualização em 25 de dezembro de 2018.

### Copa Libertadores da América

#### Fase de grupos
Grupo D
| Pos | Equipe      | Pts | J | V | E | D | GP | GC | SG | Classificado               |  | RIV | FLA | SFE | EME |
| --- | ----------- | --- | - | - | - | - | -- | -- | -- | -------------------------- |  | --- | --- | --- | --- |
| 1   | River Plate | 12  | 6 | 3 | 3 | 0 | 6  | 3  | +3 | Fase final                 |  | —   | 0–0 | 0–0 | 2–1 |
| 2   | Flamengo    | 10  | 6 | 2 | 4 | 0 | 7  | 4  | +3 | Fase final                 |  | 2–2 | —   | 1–1 | 2–0 |
| 3   | Santa Fe    | 7   | 6 | 1 | 4 | 1 | 5  | 3  | +2 | Play-offs da Sul-Americana |  | 0–1 | 0–0 | —   | 1–1 |
| 4   | Emelec      | 1   | 6 | 0 | 1 | 5 | 3  | 11 | −8 |                            |  | 0–1 | 1–2 | 0–3 | —   |

Fonte:
| 28 de fevereiro 1.ª rodada | Flamengo                                 | 2 – 2     | River Plate           | Rio de Janeiro                                                  |  |
| 21:45 (UTC−3)              | Henrique Dourado 53' (pen) · Éverton 65' | Relatório | Mora 55' · Mayada 86' | Estádio: Engenhão Público: 0 (PF) Árbitro: PER Michael Espinoza |  |

| 14 de março 2.ª rodada | Emelec     | 1 – 2     | Flamengo                 | Guaiaquil                                                                                   |  |
| 19:45 (UTC−5)          | Angulo 64' | Relatório | Vinícius Júnior 77', 84' | Estádio: George Capwell Público: 30 000[carece de fontes?] Árbitro: PAR Mario Díaz de Vivar |  |

| 18 de abril 3.ª rodada | Flamengo            | 1 – 1     | Santa Fe   | Rio de Janeiro                                              |  |
| 21:45 (UTC−3)          | Henrique Dourado 7' | Relatório | Morelo 30' | Estádio: Maracanã Público: 0 (PF) Árbitro: URU Andrés Cunha |  |

| 25 de abril 4.ª rodada | Santa Fe | 0 – 0     | Flamengo | Bogotá                                                                              |  |
| 19:45 (UTC−5)          |          | Relatório |          | Estádio: El Campín Público: 20 000[carece de fontes?] Árbitro: URU Daniel Fedorczuk |  |

| 16 de maio 5.ª rodada | Flamengo                   | 2 – 0     | Emelec | Rio de Janeiro                                                               |  |
| 21:45 (UTC−3)         | Éverton Ribeiro 47', 90+1' | Relatório |        | Estádio: Maracanã Público: 40 390[carece de fontes?] Árbitro: PER Diego Haro |  |

| 23 de maio 6.ª rodada | River Plate | 0 – 0     | Flamengo | Buenos Aires                                           |  |
| 21:45 (UTC−3)         |             | Relatório |          | Estádio: Monumental de Núñez Árbitro: URU Andrés Cunha |  |

#### Oitavas de final
Após a conclusão da fase de grupos, o sorteio que definiu o chaveamento das equipes classificadas a partir das oitavas de final até a final foi realizado em 4 de junho no Centro de Convenções da CONMEBOL em Luque, no Paraguai. A pontuação obtida na fase de grupos serve para a definição dos mandos de campo até a final, com as equipes melhores posicionadas sempre realizando o jogo de volta como local.
| 8 de agosto Ida | Flamengo | 0 – 2     | Cruzeiro                            | Rio de Janeiro                                                      |  |
| 21:45 (UTC−3)   |          | Relatório | De Arrascaeta 9' · Thiago Neves 77' | Estádio: Maracanã Público: 45 967 Árbitro: ARG Néstor Pitana (FIFA) |  |

| 29 de agosto Volta | Cruzeiro | 0 – 1     | Flamengo       | Belo Horizonte                                              |  |
| 21:45 (UTC−3)      |          | Relatório | Léo Duarte 69' | Estádio: Mineirão Público: 52 706 Árbitro: URU Andrés Cunha |  |

Com o resultado agregado de 1–2, o Flamengo foi eliminado da competição.

### Copa do Brasil

#### Fase final

##### Oitavas de final
As oitavas de final foram disputadas por 16 equipes, sendo cinco vencedoras da fase anterior (quarta fase), e outras 11 equipes pré-classificadas. Foram partidas eliminatórias de ida e volta. Em caso de empate no placar agregado, a vaga seria definida na disputa por pênaltis.
Sorteio
O "Pote 1" continha as oito equipes que disputaram a Libertadores, e o "Pote 2", as três classificadas antecipadamente que não disputaram a competição continental mais os cinco classificados da fase anterior. Os confrontos desta fase foram definidos por sorteio, em 20 de abril às 11 horas na sede da CBF. Os mandos de campo foram conhecidos a partir das 12 horas.
| Pote 1 | Pote 2 |
| --- | --- |
| Palmeiras (1) Cruzeiro (2) Grêmio (3) Santos (4) Corinthians (6) Flamengo (7) Vasco da Gama (13) Chapecoense (14) | Atlético Mineiro (5) Atlético Paranaense (9) Ponte Preta (16) Vitória (18) Bahia (21) Goiás (22) América Mineiro (24) Luverdense (34) |

Entre parênteses, o ranking da CBF
Partidas
| 2 de maio Ida | Ponte Preta | 0 – 1          | Flamengo             | Campinas                                                                        |  |
| 19:30         |             | Súmula Borderô | Henrique Dourado 33' | Estádio: Moisés Lucarelli Público: 9 789 Árbitro: RS Jean Pierre Gonçalves Lima |  |

| 10 de maio Volta | Flamengo | 0 – 0          | Ponte Preta | Rio de Janeiro                                                               |  |
| 19:30            |          | Súmula Borderô |             | Estádio: Maracanã Público: 55 820 Árbitro: MG Ricardo Marques Ribeiro (FIFA) |  |

Com o resultado agregado de 1–0, o Flamengo passou para a próxima fase.

##### Quartas de final
Como na fase anterior, serão partidas eliminatórias de ida e volta. Em caso de empate no placar agregado, a vaga será definida na disputa por pênaltis.
Sorteio
Para esta fase, foi realizado um novo sorteio pela CBF. Todos os oito clubes classificados estiveram em um pote único, sem restrições de cruzamentos. O sorteio, realizado em 30 de maio, definiu os confrontos, porém como ainda não estavam definidas duas vagas, as datas e horário só foram definidos após o encerramento destas disputas, já que Flamengo e Vasco da Gama (que disputava uma das vagas com o Bahia, que venceu o confronto) não poderiam mandar suas partidas na mesma data.
| Pote único                                                              |
| ----------------------------------------------------------------------- |
| Bahia Chapecoense Corinthians Cruzeiro Flamengo Grêmio Palmeiras Santos |

Partidas
| 1 de agosto Ida | Grêmio   | 1 – 1          | Flamengo      | Porto Alegre                                                              |  |
| 21:45           | Luan 35' | Súmula Borderô | Lincoln 90+3' | Estádio: Arena do Grêmio Público: 37 358 Árbitro: SP Raphael Claus (FIFA) |  |

| 15 de agosto Volta | Flamengo           | 1 – 0          | Grêmio | Rio de Janeiro                                                        |  |
| 21:45              | Éverton Ribeiro 5' | Súmula Borderô |        | Estádio: Maracanã Público: 55 461 Árbitro: MG Ricardo Marques Ribeiro |  |

Com uma vitória e um empate (quatro pontos), o Flamengo passou para a próxima fase.

##### Semifinais
Os mandos de campos foram sorteados na sede da CBF em 22 de agosto. Também foram definidas as datas para as semifinais e finais, ida e volta.
| 12 de setembro Ida | Flamengo | 0 – 0          | Corinthians | Rio de Janeiro                                                         |  |
| 21:45              |          | Súmula Borderô |             | Estádio: Maracanã Público: 53 303 Árbitro: SC Bráulio da Silva Machado |  |

| 26 de setembro Volta | Corinthians                      | 2 – 1          | Flamengo     | São Paulo                                                                             |  |
| 21:45                | Danilo Avelar 14' · Pedrinho 69' | Súmula Borderô | Henrique 18' | Estádio: Arena Corinthians Público: 44 249 Árbitro: MG Ricardo Marques Ribeiro (FIFA) |  |

Com um empate e uma derrota, o Flamengo foi eliminado da competição.

### Campeonato Brasileiro
| Pos | Equipe              | Pts | J  | V  | E  | D  | GP | GC | SG  | Classificação ou descenso                   |
| --- | ------------------- | --- | -- | -- | -- | -- | -- | -- | --- | ------------------------------------------- |
| 1   | Palmeiras (C)       | 80  | 38 | 23 | 11 | 4  | 64 | 26 | +38 | Fase de grupos da Copa Libertadores de 2019 |
| 2   | Flamengo            | 72  | 38 | 21 | 9  | 8  | 59 | 29 | +30 | Fase de grupos da Copa Libertadores de 2019 |
| 3   | Internacional       | 69  | 38 | 19 | 12 | 7  | 51 | 29 | +22 | Fase de grupos da Copa Libertadores de 2019 |
| 4   | Grêmio              | 66  | 38 | 18 | 12 | 8  | 48 | 27 | +21 | Fase de grupos da Copa Libertadores de 2019 |
| 5   | São Paulo           | 63  | 38 | 16 | 15 | 7  | 46 | 34 | +12 | Segunda fase da Copa Libertadores de 2019   |
| 6   | Atlético Mineiro    | 59  | 38 | 17 | 8  | 13 | 56 | 43 | +13 | Segunda fase da Copa Libertadores de 2019   |
| 7   | Atlético Paranaense | 57  | 38 | 16 | 9  | 13 | 54 | 37 | +17 | Fase de grupos da Copa Libertadores de 2019 |
| 8   | Cruzeiro            | 53  | 38 | 14 | 11 | 13 | 34 | 34 | 0   | Fase de grupos da Copa Libertadores de 2019 |
| 9   | Botafogo            | 51  | 38 | 13 | 12 | 13 | 38 | 46 | −8  | Copa Sul-Americana de 2019                  |
| 10  | Santos              | 50  | 38 | 13 | 11 | 14 | 46 | 40 | +6  | Copa Sul-Americana de 2019                  |
| 11  | Bahia               | 48  | 38 | 12 | 12 | 14 | 39 | 41 | −2  | Copa Sul-Americana de 2019                  |
| 12  | Fluminense          | 45  | 38 | 12 | 9  | 17 | 32 | 46 | −14 | Copa Sul-Americana de 2019                  |
| 13  | Corinthians         | 44  | 38 | 11 | 11 | 16 | 34 | 35 | −1  | Copa Sul-Americana de 2019                  |
| 14  | Chapecoense         | 44  | 38 | 11 | 11 | 16 | 34 | 50 | −16 | Copa Sul-Americana de 2019                  |
| 15  | Ceará               | 44  | 38 | 10 | 14 | 14 | 32 | 38 | −6  |                                             |
| 16  | Vasco da Gama       | 43  | 38 | 10 | 13 | 15 | 41 | 48 | −7  |                                             |
| 17  | América Mineiro     | 40  | 38 | 10 | 10 | 18 | 30 | 47 | −17 | Rebaixados à Série B de 2019                |
| 18  | Sport               | 39  | 38 | 11 | 9  | 18 | 35 | 57 | −22 | Rebaixados à Série B de 2019                |
| 19  | Vitória             | 37  | 38 | 9  | 10 | 19 | 36 | 63 | −27 | Rebaixados à Série B de 2019                |
| 20  | Paraná              | 23  | 38 | 4  | 11 | 23 | 18 | 57 | −39 | Rebaixados à Série B de 2019                |

1. ↑  Atlético Paranaense e Cruzeiro têm vagas garantidas na Copa Libertadores de 2019 por serem campeões da Copa Sul-Americana de 2018 e da Copa do Brasil de 2018, respectivamente.
2. ↑  Sport foi punido com a perda de três pontos pelo atraso no pagamento de salários do jogador Gabriel.[122]

Fonte:

#### Primeiro turno
| 14 de abril 1.ª rodada | Vitória                       | 2 – 2          | Flamengo                     | Salvador                                                          |  |
| 19:00                  | Yago 13' (pen) · Denílson 75' | Súmula Borderô | Lucas Paquetá 1' · Réver 72' | Estádio: Barradão Público: 12 669 Árbitro: MT Wagner Reway (FIFA) |  |

| 21 de abril 2.ª rodada | Flamengo                        | 2 – 0          | América Mineiro | Rio de Janeiro                                                       |  |
| 19:00                  | Henrique Dourado 28', 35' (pen) | Súmula Borderô |                 | Estádio: Maracanã Público: 52 106 Árbitro: SP Leandro Bizzio Marinho |  |

| 29 de abril 3.ª rodada | Ceará | 0 – 3          | Flamengo                             | Fortaleza                                                             |  |
| 16:00                  |       | Súmula Borderô | Vinícius Júnior 42', 53' · Diego 70' | Estádio: Castelão Público: 52 952 Árbitro: RS Anderson Daronco (FIFA) |  |

| 6 de maio 4.ª rodada | Flamengo                                | 2 – 0          | Internacional | Rio de Janeiro                                                               |  |
| 16:00                | Lucas Paquetá 70' · Éverton Ribeiro 86' | Súmula Borderô |               | Estádio: Maracanã Público: 60 182 Árbitro: SP Luiz Flávio de Oliveira (FIFA) |  |

| 13 de maio 5.ª rodada | Chapecoense                                              | 3 – 2          | Flamengo                                 | Chapecó                                                               |  |
| 16:00                 | Canteros 22' · Guilherme 68' (pen) · Leandro Pereira 90' | Súmula Borderô | Paolo Guerrero 48' · Vinícius Júnior 78' | Estádio: Arena Condá Público: 10 931 Árbitro: RS Leandro Pedro Vuaden |  |

| 19 de maio 6.ª rodada | Flamengo            | 1 – 1          | Vasco da Gama | Rio de Janeiro                                                               |  |
| 19:00                 | Vinícius Júnior 13' | Súmula Borderô | Wagner 18'    | Estádio: Maracanã Público: 35 208 Árbitro: MG Ricardo Marques Ribeiro (FIFA) |  |

| 26 de maio 7.ª rodada | Atlético Mineiro | 0 – 1          | Flamengo            | Belo Horizonte                                                             |  |
| 21:00                 |                  | Súmula Borderô | Éverton Ribeiro 79' | Estádio: Independência Público: 15 797 Árbitro: RS Anderson Daronco (FIFA) |  |

| 31 de maio 8.ª rodada | Flamengo                      | 2 – 0          | Bahia | Rio de Janeiro                                                           |  |
| 16:00                 | Diego 41' · Lucas Paquetá 45' | Súmula Borderô |       | Estádio: Maracanã Público: 55 382 Árbitro: RS Jean Pierre Gonçalves Lima |  |

| 3 de junho 9.ª rodada | Flamengo         | 1 – 0          | Corinthians | Rio de Janeiro                                                        |  |
| 16:00                 | Felipe Vizeu 80' | Súmula Borderô |             | Estádio: Maracanã Público: 49 222 Árbitro: RS Anderson Daronco (FIFA) |  |

| 7 de junho 10.ª rodada | Fluminense | 0 – 2          | Flamengo                                      | Brasília                                                                                    |  |
| 20:00                  |            | Súmula Borderô | Henrique Dourado 29' (pen) · Felipe Vizeu 78' | Estádio: Mané Garrincha Público: 60 000 Árbitro: PA Dewson Fernando Freitas da Silva (FIFA) |  |

| 10 de junho 11.ª rodada | Flamengo                     | 2 – 0          | Paraná | Rio de Janeiro                                                                   |  |
| 19:00                   | Diego 20' · Felipe Vizeu 65' | Súmula Borderô |        | Estádio: Maracanã Público: 59 488 Árbitro: SP Marcelo Aparecido Ribeiro de Souza |  |

| 13 de junho 12.ª rodada | Palmeiras  | 1 – 1          | Flamengo   | São Paulo                                                                    |  |
| 21:00                   | Willian 6' | Súmula Borderô | Thuler 54' | Estádio: Allianz Parque Público: 36 882 Árbitro: SC Bráulio da Silva Machado |  |

Após a rodada, a competição foi suspensa em função da Copa do Mundo de 2018, na Rússia.
| 18 de julho 13.ª rodada | Flamengo | 0 – 1          | São Paulo   | Rio de Janeiro                                                           |  |
| 21:45                   |          | Súmula Borderô | Éverton 70' | Estádio: Maracanã Público: 55 986 Árbitro: PR Paulo Roberto Alves Junior |  |

| 21 de julho 14.ª rodada | Flamengo                            | 2 – 0          | Botafogo | Rio de Janeiro                                                        |  |
| 19:00                   | Matheus Sávio 5' · Lucas Paquetá 7' | Súmula Borderô |          | Estádio: Maracanã Público: 42 182 Árbitro: SP Luiz Flávio de Oliveira |  |

| 25 de julho 15.ª rodada | Santos      | 1 – 1          | Flamengo          | Santos                                                                   |  |
| 21:45                   | Gabriel 33' | Súmula Borderô | Bruno Henrique 2' | Estádio: Vila Belmiro Público: 11 843 Árbitro: BA Jailson Macêdo Freitas |  |

| 29 de julho 16.ª rodada | Flamengo                                                        | 4 – 1          | Sport             | Rio de Janeiro                                                                   |  |
| 16:00                   | Réver 13' · Lucas Paquetá 47' · Éverton Ribeiro 50' · Uribe 63' | Súmula Borderô | Cláudio Winck 43' | Estádio: Maracanã Público: 58 817 Árbitro: SP Marcelo Aparecido Ribeiro de Souza |  |

| 4 de agosto 17.ª rodada | Grêmio                 | 2 – 0          | Flamengo | Porto Alegre                                                      |  |
| 19:00                   | Jael 45' · Marinho 47' | Súmula Borderô |          | Estádio: Arena do Grêmio Público: 14 649 Árbitro: PR Rafael Traci |  |

| 12 de agosto 18.ª rodada | Flamengo             | 1 – 0          | Cruzeiro | Rio de Janeiro                                                                 |  |
| 16:00                    | Henrique Dourado 22' | Súmula Borderô |          | Estádio: Maracanã Público: 55 276 Árbitro: PA Dewson Fernando Freitas da Silva |  |

| 19 de agosto 19.ª rodada | Atlético Paranaense                          | 3 – 0          | Flamengo | Curitiba                                                                                |  |
| 16:00                    | Pablo 9' · Raphael Veiga 16' · Zé Ivaldo 20' | Súmula Borderô |          | Estádio: Arena da Baixada Público: 20 146 Árbitro: MG Igor Junio Benevenuto de Oliveira |  |

#### Segundo turno
| 23 de agosto 20.ª rodada | Flamengo  | 1 – 0          | Vitória | Rio de Janeiro                                                              |  |
| 19:30                    | Diego 40' | Súmula Borderô |         | Estádio: Maracanã Público: 51 878 Árbitro: GO Wilton Pereira Sampaio (FIFA) |  |

| 26 de agosto 21.ª rodada | América Mineiro                      | 2 – 2          | Flamengo                                | Belo Horizonte                                                                |  |
| 16:00                    | Rafael Moura 22' · Gérson Magrão 86' | Súmula Borderô | Éverton Ribeiro 15' · Lucas Paquetá 60' | Estádio: Independência Público: 12 887 Árbitro: RS Jean Pierre Gonçalves Lima |  |

| 2 de setembro 22.ª rodada | Flamengo | 0 – 1          | Ceará                | Rio de Janeiro                                                     |  |
| 11:00                     |          | Súmula Borderô | Leandro Carvalho 90' | Estádio: Maracanã Público: 61 277 Árbitro: SP Raphael Claus (FIFA) |  |

| 5 de setembro 23.ª rodada | Internacional                            | 2 – 1          | Flamengo    | Porto Alegre                                                                  |  |
| 21:45                     | William Pottker 5' · Rodrigo Dourado 58' | Súmula Borderô | Vitinho 56' | Estádio: Beira-Rio Público: 31 487 Árbitro: MG Ricardo Marques Ribeiro (FIFA) |  |

| 8 de setembro 24.ª rodada | Flamengo                   | 2 – 0          | Chapecoense | Rio de Janeiro                                                       |  |
| 21:00                     | Renê 43' · Diego 56' (pen) | Súmula Borderô |             | Estádio: Maracanã Público: 30 647 Árbitro: SP Leandro Bizzio Marinho |  |

| 15 de setembro 25.ª rodada | Vasco da Gama | 1 – 1          | Flamengo         | Brasília                                                                           |  |
| 19:00                      | Ríos 27'      | Súmula Borderô | Luiz Gustavo 61' | Estádio: Mané Garrincha Público: 54 288 Árbitro: SP Luiz Flávio de Oliveira (FIFA) |  |

| 23 de setembro 26.ª rodada | Flamengo                            | 2 – 1          | Atlético Mineiro   | Rio de Janeiro                                                              |  |
| 16:00                      | Willian Arão 1' · Lucas Paquetá 53' | Súmula Borderô | Leonardo Silva 22' | Estádio: Maracanã Público: 39 462 Árbitro: PR Rodolpho Toski Marques (FIFA) |  |

| 29 de setembro 27.ª rodada | Bahia | 0 – 0          | Flamengo | Salvador                                                                    |  |
| 21:00                      |       | Súmula Borderô |          | Estádio: Arena Fonte Nova Público: 31 059 Árbitro: MG Igor Junio Benevenuto |  |

| 5 de outubro 28.ª rodada | Corinthians | 0 – 3          | Flamengo | São Paulo                                                                         |  |
| 21:00                    |             | Súmula Borderô |          | Estádio: Arena Corinthians Público: 41 693 Árbitro: PR Paulo Roberto Alves Júnior |  |

| 13 de outubro 29.ª rodada | Flamengo                          | 3 – 0          | Fluminense | Rio de Janeiro                                                              |  |
| 17:00                     | Uribe 10', 49' · Léo Duarte 45+1' | Súmula Borderô |            | Estádio: Maracanã Público: 52 924 Árbitro: GO Wilton Pereira Sampaio (FIFA) |  |

| 21 de outubro 30.ª rodada | Paraná | 0 – 4          | Flamengo                                                           | Curitiba                                                                   |  |
| 19:00                     |        | Súmula Borderô | Lucas Paquetá 18' · Vitinho 51' · Uribe 57' · Henrique Dourado 90' | Estádio: Vila Capanema Público: 4 271 Árbitro: SC Bráulio da Silva Machado |  |

| 27 de outubro 31.ª rodada | Flamengo          | 1 – 1          | Palmeiras | Rio de Janeiro                                             |  |
| 19:00                     | Marlos Moreno 80' | Súmula Borderô | Dudu 50'  | Estádio: Maracanã Público: 65 102 Árbitro: PR Rafael Traci |  |

| 4 de novembro 32.ª rodada | São Paulo                    | 2 – 2          | Flamengo               | São Paulo                                                                  |  |
| 17:00                     | Diego Souza 8' · Helinho 50' | Súmula Borderô | Uribe 9' · Rodinei 81' | Estádio: Morumbi Público: 32 612 Árbitro: GO Wilton Pereira Sampaio (FIFA) |  |

| 10 de novembro 33.ª rodada | Botafogo                | 2 – 1          | Flamengo    | Rio de Janiro                                                          |  |
| 19:00                      | Erik 18' · Valencia 28' | Súmula Borderô | Vitinho 48' | Estádio: Engenhão Público: 19 267 Árbitro: SC Bráulio da Silva Machado |  |

| 15 de novembro 34.ª rodada | Flamengo             | 1 – 0          | Santos | Rio de Janeiro                                           |  |
| 17:00                      | Henrique Dourado 72' | Súmula Borderô |        | Estádio: Maracanã Árbitro: PR Paulo Roberto Alves Júnior |  |

| 18 de novembro 35.ª rodada | Sport | 0 – 1          | Flamengo         | Recife                                                            |  |
| 17:00                      |       | Súmula Borderô | Willian Arão 82' | Estádio: Ilha do Retiro Público: 26 005 Árbitro: SP Raphael Claus |  |

| 21 de novembro 36.ª rodada | Flamengo              | 2 – 0          | Grêmio | Rio de Janeiro                                                         |  |
| 21:45                      | Uribe 46' · Diego 89' | Súmula Borderô |        | Estádio: Maracanã Público: 36 013 Árbitro: SC Bráulio da Silva Machado |  |

| 25 de novembro 37.ª rodada | Cruzeiro | 0 – 2          | Flamengo                | Belo Horizonte                                                           |  |
| 17:00                      |          | Súmula Borderô | Éverton Ribeiro 8', 53' | Estádio: Mineirão Público: 27 616 Árbitro: RS Jean Pierre Gonçalves Lima |  |

| 1 de dezembro 38.ª rodada | Flamengo     | 1 – 2          | Atlético Paranaense             | Rio de Janeiro                                                          |  |
| 19:00                     | Rhodolfo 22' | Súmula Borderô | Matheus Rossetto 64' · Roni 70' | Estádio: Maracanã Público: 66 046 Árbitro: SP Flávio Rodrigues de Souza |  |

### Campeonato Carioca

#### Taça Guanabara

##### Fase de grupos
Grupo B
| Pos | Equipe        | PG | J | V | E | D | GP | GS | SG | Classificação                             |
| --- | ------------- | -- | - | - | - | - | -- | -- | -- | ----------------------------------------- |
| 1   | Flamengo      | 13 | 5 | 4 | 1 | 0 | 5  | 0  | +5 | Classificados para a semifinal da Taça GB |
| 2   | Bangu         | 8  | 5 | 2 | 2 | 1 | 6  | 3  | +3 | Classificados para a semifinal da Taça GB |
| 3   | Vasco da Gama | 7  | 5 | 2 | 1 | 2 | 8  | 7  | +1 |                                           |
| 4   | Nova Iguaçu   | 5  | 5 | 1 | 2 | 2 | 5  | 6  | –1 |                                           |
| 5   | Cabofriense   | 4  | 5 | 1 | 1 | 3 | 5  | 8  | –3 |                                           |
| 6   | Volta Redonda | 4  | 5 | 1 | 1 | 3 | 6  | 11 | –5 |                                           |

Fonte:
| 17 de janeiro 1.ª rodada | Volta Redonda | 0 – 2  | Flamengo                   | Volta Redonda                                                               |  |
| 21:45                    |               | Súmula | Lucas Silva 34' · Pepê 50' | Estádio: Raulino de Oliveira Público: 5 440 Árbitro: RJ Rodrigo Nunes de Sá |  |

| 21 de janeiro 2.ª rodada | Flamengo            | 1 – 0  | Cabofriense | Rio de Janeiro                                                           |  |
| 20:45                    | Vinícius Júnior 33' | Súmula |             | Estádio: Ilha do Urubu Público: 4 045 Árbitro: RJ João Batista de Arruda |  |

| 24 de janeiro 3.ª rodada | Flamengo    | 1 – 0  | Bangu | Rio de Janeiro                                                              |  |
| 19:30                    | Lincoln 36' | Súmula |       | Estádio: Ilha do Urubu Público: 4 589 Árbitro: RJ Leonardo Garcia Cavaleiro |  |

| 27 de janeiro 4.ª rodada | Flamengo | 0 – 0  | Vasco da Gama | Rio de Janeiro                                                      |  |
| 17:00                    |          | Súmula |               | Estádio: Maracanã Público: 20 862 Árbitro: RJ Bruno Arleu de Araújo |  |

| 4 de fevereiro 5.ª rodada | Nova Iguaçu | 0 – 1  | Flamengo       | Brasília                                                                              |  |
| 17:00                     |             | Súmula | Rhodolfo 90+3' | Estádio: Mané Garrincha Público: 16 088 Árbitro: RJ Alexandre Vargas Tavares de Jesus |  |

##### Semifinal
| 10 de fevereiro | Flamengo                                                   | 3 – 1  | Botafogo  | Volta Redonda                                                                 |  |
| 16:30           | Éverton 35' · Henrique Dourado 48' · Vinícius Júnior 90+3' | Súmula | Kieza 68' | Estádio: Raulino de Oliveira Público: 6 955 Árbitro: RJ Bruno Arleu de Araújo |  |

##### Final
| 18 de fevereiro                     | Boavista-RJ | 0 – 2  | Flamengo                                 | Cariacica                                                               |  |
| 17:00                               |             | Súmula | Kadu Fernandes 64' · Vinícius Júnior 77' | Estádio: Kleber Andrade Público: 17 787 Árbitro: RJ Rodrigo Nunes de Sá |  |
| \| \| Boavista \| \| Flamengo \| \| |             |        |                                          |                                                                         |  |
|                                     | Boavista    |        | Flamengo                                 |                                                                         |  |

##### Premiação
| Taça Guanabara de 2018         |
| Rio de Janeiro                 |
| ------------------------------ |
| FLAMENGO Campeão (21.º título) |

#### Taça Rio

##### Fase de grupos
Grupo B
| Pos | Equipe        | PG | J | V | E | D | GP | GS | SG | Classificação                              |
| --- | ------------- | -- | - | - | - | - | -- | -- | -- | ------------------------------------------ |
| 1   | Vasco da Gama | 13 | 6 | 4 | 1 | 1 | 12 | 8  | +4 | Classificados para a semifinal da Taça Rio |
| 2   | Flamengo      | 12 | 6 | 4 | 0 | 2 | 12 | 5  | +7 | Classificados para a semifinal da Taça Rio |
| 3   | Cabofriense   | 10 | 6 | 3 | 1 | 2 | 8  | 6  | +2 |                                            |
| 4   | Bangu         | 5  | 6 | 1 | 2 | 3 | 5  | 11 | –6 |                                            |
| 5   | Volta Redonda | 3  | 6 | 0 | 3 | 3 | 5  | 9  | –4 |                                            |
| 6   | Nova Iguaçu   | 1  | 6 | 0 | 1 | 5 | 5  | 11 | –6 |                                            |

Fonte:
| 21 de fevereiro 1.ª rodada | Flamengo                                                                         | 4 – 0  | Madureira | Rio de Janeiro                                                        |  |
| 19:30                      | Diego 17' · Lucas Paquetá 35' · Henrique Dourado 74' (pen) · Vinícius Júnior 83' | Súmula |           | Estádio: Engenhão Público: 4 672 Árbitro: RJ Marcelo de Lima Henrique |  |

| 24 de fevereiro 2.ª rodada | Fluminense                                       | 4 – 0  | Flamengo | Cuiabá                                                                             |  |
| 17:00                      | Marcos Júnior 1', 55' · Pedro 18' · Gilberto 40' | Súmula |          | Estádio: Arena Pantanal Público: 15 884 Árbitro: RJ Maurício Machado Coelho Júnior |  |

| 3 de março 3.ª rodada | Flamengo    | 1 – 0  | Botafogo | Rio de Janeiro                                                      |  |
| 17:00                 | Rhodolfo 3' | Súmula |          | Estádio: Engenhão Público: 9 015 Árbitro: RJ João Batista de Arruda |  |

| 7 de março 4.ª rodada | Boavista-RJ | 0 – 3  | Flamengo                                    | Volta Redonda                                                             |  |
| 21:45                 |             | Súmula | Rodinei 64' · Diego 80' · Lucas Paquetá 87' | Estádio: Raulino de Oliveira Público: 3 601 Árbitro: RJ João Ennio Sobral |  |

| 10 de março 5.ª rodada | Macaé    | 1 – 0  | Flamengo | Macaé                                                              |  |
| 19:30                  | Lepu 65' | Súmula |          | Estádio: Moacyrzão Público: 6 682 Árbitro: RJ Rafael Martins de Sá |  |

| 18 de março 6.ª rodada | Flamengo                                                             | 4 – 0  | Portuguesa-RJ | Cariacica                                                                        |  |
| 16:00                  | Éverton Ribeiro 17' · Henrique Dourado 59' (pen) · Geuvânio 85', 88' | Súmula |               | Estádio: Kleber Andrade Público: 5 407 Árbitro: RJ Rodrigo Carvalhães de Miranda |  |

##### Semifinal
| 22 de março | Fluminense | 1 – 1  | Flamengo    | Rio de Janeiro                                                               |  |
| 20:00       | Gum 45'    | Súmula | Éverton 84' | Estádio: Engenhão Público: 18 627 Árbitro: RJ Maurício Machado Coelho Júnior |  |

#### Fase final
Em itálico, as equipes que jogarão pelo empate por ter melhor campanha e, em negrito, os times vencedores das partidas. Na final, não haverá a vantagem de empate para nenhuma equipe.
|  | Semifinais    | Semifinais    |   |                | Final | Final | Final | Final |
|  |               |               |   |                |       |       |       |       |
|  | Flamengo      | 0             |   |                |       |       |       |       |
|  | Botafogo      | 1             |   |                |       |       |       |       |
|  | Botafogo      | 1             |   | Botafogo (pen) | 2     | 1     | 3 (4) |       |
|  |               |               |   | Botafogo (pen) | 2     | 1     | 3 (4) |       |
|  |               | Vasco da Gama | 3 | 0              | 3 (3) |       |       |       |
|  | Fluminense    | Vasco da Gama | 3 | 0              | 3 (3) | 2     |       |       |
|  | Fluminense    |               |   |                |       | 2     |       |       |
|  | Vasco da Gama | 3             |   |                |       |       |       |       |

##### Semifinais
| 28 de março | Flamengo | 0 – 1  | Botafogo          | Rio de Janeiro                                                         |  |
| 21:45       |          | Súmula | Luiz Fernando 38' | Estádio: Maracanã Público: 31 888 Árbitro: RJ Marcelo de Lima Henrique |  |

### Amistosos
| 7 de abril                             | Atlético Goianiense | 1 – 3     | Flamengo                                     | Goiânia           |  |
| 16:00                                  | Wanderson 38'       | Relatório | Diego 46', 71' · Henrique Dourado 48' (pen.) | Estádio: Olímpico |  |
| \| \| Atlético-GO \| \| Flamengo \| \| |                     |           |                                              |                   |  |
|                                        | Atlético-GO         |           | Flamengo                                     |                   |  |

## Campanha
Essa foi a campanha na temporada 2018:
| v d e              | Mandante | Visitante | Clássicos | Total |
| ------------------ | -------- | --------- | --------- | ----- |
| Jogos              | 27       | 29        | 12        | 68    |
| Vitórias           | 18       | 14        | 5         | 37    |
| Empates            | 5        | 9         | 4         | 18    |
| Derrotas           | 4        | 6         | 3         | 13    |
|                    |          |           |           |       |
| Gols marcados      | 40       | 42        | 15        | 97    |
| Gols sofridos      | 12       | 24        | 11        | 47    |
| Saldo de gols      | +28      | +18       | +4        | +50   |
|                    |          |           |           |       |
| Aproveitamento (%) | 72,8%    | 58,6%     | 52,8%     | 63,2% |

Última atualização em 2 de dezembro de 2018.

## Partidas
O clube disputou 68 partidas, sendo 27 como mandante, 29 como visitante e 12 clássicos. Foram 37 vitórias, 18 empates e 13 derrotas. A equipe marcou 97 gols e sofreu 47, com saldo de 50 gols e um aproveitamento de 63,2 por cento.
Última atualização em 24 de dezembro de 2018.
Legenda:      Vitória —      Empate —      Derrota —      Clássico

### Última partida
| 1 de dezembro Brasileiro - 38.ª | Flamengo     | 1 – 2          | Atlético Paranaense             | Rio de Janeiro                                                          |  |
| 19:00                           | Rhodolfo 22' | Súmula Borderô | Matheus Rossetto 64' · Roni 70' | Estádio: Maracanã Público: 66 046 Árbitro: SP Flávio Rodrigues de Souza |  |

## Confrontos
Última atualização em 2 de dezembro de 2018.

### Sudeste

#### Clássicos
| Competição            | J  | V | E | D | GP | GC | SG | %    |
| --------------------- | -- | - | - | - | -- | -- | -- | ---- |
| Campeonato Brasileiro | 6  | 3 | 2 | 1 | 10 | 4  | +6 | 61,1 |
| Campeonato Carioca    | 6  | 2 | 2 | 2 | 5  | 7  | –2 | 44,4 |
| Total                 | 12 | 5 | 4 | 3 | 15 | 11 | +5 | 52,8 |

##### Botafogo
| Competição            | J | V | E | D | GP | GC | SG | %    |
| --------------------- | - | - | - | - | -- | -- | -- | ---- |
| Campeonato Brasileiro | 2 | 1 | 0 | 1 | 3  | 2  | +1 | 50,0 |
| Campeonato Carioca    | 3 | 2 | 0 | 1 | 4  | 2  | +2 | 66,7 |
| Total                 | 5 | 3 | 0 | 2 | 7  | 4  | +3 | 60,0 |

##### Fluminense
| Competição            | J | V | E | D | GP | GC | SG | %     |
| --------------------- | - | - | - | - | -- | -- | -- | ----- |
| Campeonato Brasileiro | 2 | 2 | 0 | 0 | 5  | 0  | +5 | 100,0 |
| Campeonato Carioca    | 2 | 0 | 1 | 1 | 1  | 5  | –4 | 16,7  |
| Total                 | 4 | 2 | 1 | 1 | 6  | 5  | +1 | 58,3  |

##### Vasco da Gama
| Competição            | J | V | E | D | GP | GC | SG | %    |
| --------------------- | - | - | - | - | -- | -- | -- | ---- |
| Campeonato Brasileiro | 2 | 0 | 2 | 0 | 2  | 2  | 0  | 33,3 |
| Campeonato Carioca    | 1 | 0 | 1 | 0 | 0  | 0  | 0  | 33,3 |
| Total                 | 3 | 0 | 3 | 0 | 2  | 2  | 0  | 33,3 |

#### Demais clubes do Rio de Janeiro
| Competição         | J | V | E | D | GP | GC | SG  | %    |
| ------------------ | - | - | - | - | -- | -- | --- | ---- |
| Campeonato Carioca | 9 | 8 | 0 | 1 | 18 | 1  | +17 | 88,9 |
| Total              | 9 | 8 | 0 | 1 | 18 | 1  | +17 | 88,9 |

#### Minas Gerais
| Competição            | J | V | E | D | GP | GC | SG | %    |
| --------------------- | - | - | - | - | -- | -- | -- | ---- |
| Copa Libertadores     | 2 | 1 | 0 | 1 | 1  | 2  | –1 | 50,0 |
| Campeonato Brasileiro | 6 | 5 | 1 | 0 | 10 | 3  | +7 | 88,9 |
| Total                 | 8 | 6 | 1 | 1 | 11 | 5  | +6 | 79,2 |

#### São Paulo
| Competição            | J  | V | E | D | GP | GC | SG | %    |
| --------------------- | -- | - | - | - | -- | -- | -- | ---- |
| Campeonato Brasileiro | 8  | 3 | 4 | 1 | 10 | 6  | +4 | 54,2 |
| Copa do Brasil        | 4  | 1 | 2 | 1 | 2  | 2  | 0  | 41,7 |
| Total                 | 12 | 4 | 6 | 2 | 12 | 8  | +4 | 50,0 |

### Sul

#### Paraná
| Competição            | J | V | E | D | GP | GC | SG | %    |
| --------------------- | - | - | - | - | -- | -- | -- | ---- |
| Campeonato Brasileiro | 4 | 2 | 0 | 2 | 7  | 5  | +2 | 50,0 |
| Total                 | 4 | 2 | 0 | 2 | 7  | 5  | +2 | 50,0 |

#### Rio Grande do Sul
| Competição            | J | V | E | D | GP | GC | SG | %    |
| --------------------- | - | - | - | - | -- | -- | -- | ---- |
| Campeonato Brasileiro | 4 | 2 | 0 | 2 | 5  | 4  | +1 | 50,0 |
| Copa do Brasil        | 2 | 1 | 1 | 0 | 2  | 1  | +1 | 66,7 |
| Total                 | 6 | 3 | 1 | 2 | 7  | 5  | +2 | 55,6 |

#### Santa Catarina
| Competição            | J | V | E | D | GP | GC | SG | %    |
| --------------------- | - | - | - | - | -- | -- | -- | ---- |
| Campeonato Brasileiro | 2 | 1 | 0 | 1 | 4  | 3  | +1 | 50,0 |
| Total                 | 2 | 1 | 0 | 1 | 4  | 3  | +1 | 50,0 |

### Nordeste

#### Bahia
| Competição            | J | V | E | D | GP | GC | SG | %    |
| --------------------- | - | - | - | - | -- | -- | -- | ---- |
| Campeonato Brasileiro | 4 | 2 | 2 | 0 | 5  | 2  | +3 | 66,7 |
| Total                 | 4 | 2 | 2 | 0 | 5  | 2  | +3 | 66,7 |

#### Ceará
| Competição            | J | V | E | D | GP | GC | SG | %    |
| --------------------- | - | - | - | - | -- | -- | -- | ---- |
| Campeonato Brasileiro | 2 | 1 | 0 | 1 | 3  | 1  | +2 | 50,0 |
| Total                 | 2 | 1 | 0 | 1 | 3  | 1  | +2 | 50,0 |

#### Pernambuco
| Competição            | J | V | E | D | GP | GC | SG | %     |
| --------------------- | - | - | - | - | -- | -- | -- | ----- |
| Campeonato Brasileiro | 2 | 2 | 0 | 0 | 5  | 1  | +4 | 100,0 |
| Total                 | 2 | 2 | 0 | 0 | 5  | 1  | +4 | 100,0 |

### Centro-Oeste

#### Goiás
| Competição | J | V | E | D | GP | GC | SG | %     |
| ---------- | - | - | - | - | -- | -- | -- | ----- |
| Amistosos  | 1 | 1 | 0 | 0 | 3  | 1  | +2 | 100,0 |
| Total      | 1 | 1 | 0 | 0 | 3  | 1  | +2 | 100,0 |

### Internacionais
| Competição        | J | V | E | D | GP | GC | SG | %    |
| ----------------- | - | - | - | - | -- | -- | -- | ---- |
| Copa Libertadores | 6 | 2 | 4 | 0 | 7  | 4  | +3 | 55,6 |
| Total             | 6 | 2 | 4 | 0 | 7  | 4  | +3 | 55,6 |

## Estádios
| Estádio             | Local          | J  | V  | E  | D  | GP | GC | SG  | %     |           | Público | Part.    | Média |
| ------------------- | -------------- | -- | -- | -- | -- | -- | -- | --- | ----- | --------- | ------- | -------- | ----- |
| Allianz Parque      | São Paulo      | 1  | 0  | 1  | 0  | 1  | 1  | 0   | 33,3  |           |         |          |       |
| Arena Condá         | Chapecó        | 1  | 0  | 0  | 1  | 2  | 3  | –1  | 0,0   |           |         |          |       |
| Arena Corinthians   | São Paulo      | 2  | 1  | 0  | 1  | 4  | 2  | +2  | 50,0  |           |         |          |       |
| Arena da Baixada    | Curitiba       | 1  | 0  | 0  | 1  | 0  | 3  | –3  | 0,0   |           |         |          |       |
| Arena do Grêmio     | Porto Alegre   | 2  | 0  | 1  | 1  | 1  | 3  | –2  | 16,7  |           |         |          |       |
| Arena Fonte Nova    | Salvador       | 1  | 0  | 1  | 0  | 0  | 0  | 0   | 33,3  |           |         |          |       |
| Arena Pantanal      | Cuiabá         | 1  | 0  | 0  | 1  | 0  | 4  | –4  | 0,0   |           |         |          |       |
| Barradão            | Salvador       | 1  | 0  | 1  | 0  | 2  | 2  | 0   | 33,3  |           |         |          |       |
| Beira-Rio           | Porto Alegre   | 1  | 0  | 0  | 1  | 1  | 2  | –1  | 0,0   |           |         |          |       |
| Castelão            | Fortaleza      | 1  | 1  | 0  | 0  | 3  | 0  | +3  | 100,0 |           |         |          |       |
| El Campín           | Bogotá         | 1  | 0  | 1  | 0  | 0  | 0  | 0   | 33,3  |           |         |          |       |
| Engenhão            | Rio de Janeiro | 5  | 2  | 2  | 1  | 9  | 5  | +4  | 53,3  | 4 672     | 1       | 4 672,0  |       |
| George Capwell      | Guayaquil      | 1  | 1  | 0  | 0  | 2  | 1  | +1  | 100,0 |           |         |          |       |
| Ilha do Urubu       | Rio de Janeiro | 2  | 2  | 0  | 0  | 2  | 0  | +2  | 100,0 | 8 634     | 2       | 4 317,0  |       |
| Ilha do Retiro      | Recife         | 1  | 1  | 0  | 0  | 1  | 0  | +1  | 100,0 |           |         |          |       |
| Independência       | Belo Horizonte | 2  | 1  | 1  | 0  | 3  | 2  | +1  | 66,7  |           |         |          |       |
| Kleber Andrade      | Cariacica      | 2  | 2  | 0  | 0  | 6  | 0  | +6  | 100,0 | 5 407     | 1       | 5 407,0  |       |
| Mané Garrincha      | Brasília       | 3  | 2  | 1  | 0  | 4  | 1  | +3  | 77,8  |           |         |          |       |
| Maracanã            | Rio de Janeiro | 27 | 16 | 6  | 5  | 34 | 12 | +22 | 66,7  | 1 093 892 | 21      | 52 090,1 |       |
| Mineirão            | Belo Horizonte | 2  | 2  | 0  | 0  | 3  | 0  | +3  | 100,0 |           |         |          |       |
| Moacyrzão           | Macaé          | 1  | 0  | 0  | 1  | 0  | 1  | –1  | 0,0   |           |         |          |       |
| Moisés Lucarelli    | Campinas       | 1  | 1  | 0  | 0  | 1  | 0  | +1  | 0,0   |           |         |          |       |
| Monumental de Núñez | Buenos Aires   | 1  | 0  | 1  | 0  | 0  | 0  | 0   | 33,3  |           |         |          |       |
| Morumbi             | São Paulo      | 1  | 0  | 1  | 0  | 2  | 2  | 0   | 33,3  |           |         |          |       |
| Olímpico            | Goiânia        | 1  | 1  | 0  | 0  | 3  | 1  | +2  | 100,0 |           |         |          |       |
| Raulino de Oliveira | Volta Redonda  | 3  | 3  | 0  | 0  | 8  | 1  | +7  | 100,0 |           |         |          |       |
| Vila Belmiro        | Santos         | 1  | 0  | 1  | 0  | 1  | 1  | 0   | 33,3  |           |         |          |       |
| Vila Capanema       | Curitiba       | 1  | 1  | 0  | 0  | 4  | 0  | +4  | 100,0 |           |         |          |       |
| TOTAL               | TOTAL          | 68 | 37 | 18 | 13 | 97 | 47 | +50 | 63,2  | 1 112 605 | 25      | 44 504,2 |       |

Última atualização em 24 de dezembro de 2018.

## Gols e pênaltis

### Gols marcados
A artilharia da temporada:
| #               | Futebolista      | Total | Campeonato Carioca | Copa do Brasil | Campeonato Brasileiro | Copa Libertadores | Partidas | Média |
| --------------- | ---------------- | ----- | ------------------ | -------------- | --------------------- | ----------------- | -------- | ----- |
| 1               | Henrique Dourado | 12    | 3                  | 1              | 6                     | 2                 | 42       | 0,29  |
|                 | Lucas Paquetá    | 12    | 2                  | 0              | 10                    | 0                 | 56       | 0,21  |
| 3               | Éverton Ribeiro  | 10    | 1                  | 1              | 6                     | 2                 | 57       | 0,18  |
|                 | Vinícius Júnior  | 10    | 4                  | 0              | 4                     | 2                 | 32       | 0,31  |
| 5               | Diego            | 8     | 2                  | 0              | 6                     | 0                 | 46       | 0,17  |
| 6               | Uribe            | 6     | 0                  | 0              | 6                     | 0                 | 23       | 0,26  |
| 7               | Éverton          | 3     | 2                  | 0              | 0                     | 1                 | 11       | 0,27  |
|                 | Felipe Vizeu     | 3     | 0                  | 0              | 3                     | 0                 | 11       | 0,27  |
|                 | Rhodolfo         | 3     | 2                  | 0              | 1                     | 0                 | 23       | 0,13  |
|                 | Vitinho          | 3     | 0                  | 0              | 3                     | 0                 | 26       | 0,12  |
| 11              | Geuvânio         | 2     | 2                  | 0              | 0                     | 0                 | 23       | 0,09  |
|                 | Léo Duarte       | 2     | 0                  | 0              | 1                     | 1                 | 49       | 0,04  |
|                 | Lincoln          | 2     | 1                  | 1              | 0                     | 0                 | 22       | 0,09  |
|                 | Renê             | 2     | 0                  | 0              | 2                     | 0                 | 58       | 0,03  |
|                 | Réver            | 2     | 0                  | 0              | 2                     | 0                 | 44       | 0,05  |
|                 | Rodinei          | 2     | 1                  | 0              | 1                     | 0                 | 50       | 0,04  |
|                 | Willian Arão     | 2     | 0                  | 0              | 2                     | 0                 | 32       | 0,06  |
| 18              | Lucas Silva      | 1     | 1                  | 0              | 0                     | 0                 | 2        | 0,50  |
|                 | Marlos Moreno    | 1     | 0                  | 0              | 1                     | 0                 | 35       | 0,03  |
|                 | Matheus Sávio    | 1     | 0                  | 0              | 1                     | 0                 | 5        | 0,20  |
|                 | Paolo Guerrero   | 1     | 0                  | 0              | 1                     | 0                 | 7        | 0,14  |
|                 | Pepê             | 1     | 1                  | 0              | 0                     | 0                 | 3        | 0,33  |
|                 | Thuler           | 1     | 0                  | 0              | 1                     | 0                 | 12       | 0,08  |
|                 |                  |       |                    |                |                       |                   |          |       |
| Gols contra[GC] | Gols contra[GC]  | 4     | 1                  | 1              | 2                     | 0                 | 68       | 0,06  |
| TOTAL           | TOTAL            | 94    | 23                 | 4              | 59                    | 8                 | 68       | 1,37  |

GC. ^ Kadu Fernandes (Boavista-RJ, final da Taça Guanabara), Bruno Henrique (Santos, 15ª rodada do Campeonato Brasileiro), Luiz Gustavo (Vasco da Gama, 25ª rodada do Campeonato Brasileiro) e Henrique (Corinthians, volta da semifinal, Copa do Brasil)
Em itálico os futebolistas que não atuavam mais pelo clube, ao final da temporada
     Os melhores, em cada critério, dentro desta lista
Última atualização em 25 de dezembro de 2018.

#### Hat-tricks
Nenhum futebolista do Flamengo fez um hat-tricks nesta temporada.
Última atualização em 25 de dezembro de 2018.

### Gols sofridos
Estes são os gols sofridos pelo Flamengo:
| 1     | Diego Alves     | 32 | 7 | 3 | 16 | 6 | 44 | 0,73 |  |  |
| 2     | César           | 14 | 1 | 0 | 13 | 0 | 18 | 0,78 |  |  |
| 3     | Gabriel Batista | 0  | 0 | 0 | 0  | 0 | 3  | 0,00 |  |  |
|       | Júlio César     | 0  | 0 | 0 | 0  | 0 | 2  | 0,00 |  |  |
|       |                 |    |   |   |    |   |    |      |  |  |
| TOTAL | TOTAL           | 46 | 8 | 3 | 29 | 6 | 68 | 0,68 |  |  |

Em itálico os futebolistas que não atuavam mais pelo clube, ao final da temporada
     Os "piores", em cada critério, dentro desta lista
Última atualização em 25 de dezembro de 2018.

#### Gols contra
Nenhum futebolistas do Flamengo marcou gols contra nesta temporada.
Última atualização em 25 de dezembro de 2018.

### Pênaltis cometidos
Estes foram os pênaltis cometidos por futebolistas do Flamengo:
|   | Futebolista         | Pênalti                      | Mandante    | Placar | Visitante  | Data        | Competição | Etapa      | Ref.    |
| - | ------------------- | ---------------------------- | ----------- | ------ | ---------- | ----------- | ---------- | ---------- | ------- |
| 1 | Rodinei (1)         | Erro (Defesa de Diego Alves) | Flamengo    | 4 – 0  | Portuguesa | 18 de março | Taça Rio   | 6ª rodada  | [ 142 ] |
| 2 | Éverton Ribeiro (1) | Convertido                   | Vitória     | 2 – 2  | Flamengo   | 14 de abril | Brasileiro | 1ª rodada  | [ 6 ]   |
| 3 | Jonas (1)           | Convertido                   | Chapecoense | 3 – 2  | Flamengo   | 13 de maio  | Brasileiro | 5ª rodada  | [ 143 ] |
| 4 | Rodinei (2)         | Erro (Defesa de Diego Alves) | Grêmio      | 2 – 0  | Flamengo   | 4 de agosto | Brasileiro | 17ª rodada | [ 144 ] |

Última atualização em 25 de dezembro de 2018.

### Pênaltis sofridos
Estes são os pênaltis a favor do Flamengo:
|   | Futebolista          | Pênalti | Mandante    | Placar | Visitante   | Data            | Competição            | Etapa      | Ref.    |
| - | -------------------- | ------- | ----------- | ------ | ----------- | --------------- | --------------------- | ---------- | ------- |
| 1 | Henrique Dourado (1) | 74'     | Flamengo    | 4 – 0  | Madureira   | 21 de fevereiro | Taça Rio              | 1ª rodada  | [ 145 ] |
| 2 | Henrique Dourado (2) | 53'     | Flamengo    | 2 – 2  | River Plate | 28 de fevereiro | Copa Libertadores     | 1ª rodada  | [ 146 ] |
| 3 | Henrique Dourado (3) | 59'     | Flamengo    | 4 – 0  | Portuguesa  | 18 de março     | Taça Rio              | 6ª rodada  | [ 142 ] |
| 4 | Henrique Dourado (4) | 48'     | Atlético-GO | 1 – 3  | Flamengo    | 7 de abril      | Amistoso              |            | [ 5 ]   |
| 5 | Henrique Dourado (5) | 35'     | Flamengo    | 2 – 0  | América-MG  | 21 de abril     | Campeonato Brasileiro | 2ª rodada  | [ 147 ] |
| 6 | Henrique Dourado (6) | 29'     | Fluminense  | 0 – 2  | Flamengo    | 7 de junho      | Campeonato Brasileiro | 10ª rodada | [ 148 ] |
| 7 | Diego (1)            | 56'     | Flamengo    | 2 – 0  | Chapecoense | 8 de setembro   | Campeonato Brasileiro | 24ª rodada | [ 149 ] |

Última atualização em 25 de dezembro de 2018.

## Cartões
Os cartões vermelhos e amarelos recebidos durante a temporada:
| #                   | Futebolista         | Expulso | Penalizado com cartão amarelo |
| ------------------- | ------------------- | ------- | ----------------------------- |
| 01                  | Gustavo Cuéllar     | 4       | 11                            |
| 02                  | Diego               | 1       | 18                            |
| 03                  | Lucas Paquetá       | 1       | 16                            |
| 04                  | Henrique Dourado    | 1       | 11                            |
| 05                  | Éverton Ribeiro     | 1       | 6                             |
|                     | Jonas               | 1       | 6                             |
|                     | Léo Duarte          | 1       | 6                             |
| 08                  | Vinícius Júnior     | 1       | 5                             |
| 09                  | Rhodolfo            | 1       | 2                             |
| 10                  | Renê                | 0       | 11                            |
| 11                  | Diego Alves         | 0       | 6                             |
|                     | Willian Arão        | 0       | 6                             |
| 13                  | Marlos Moreno       | 0       | 5                             |
| 14                  | Pará                | 0       | 4                             |
|                     | Réver               | 0       | 4                             |
|                     | Rodinei             | 0       | 4                             |
| 17                  | Éverton             | 0       | 3                             |
|                     | Jean Lucas          | 0       | 3                             |
|                     | Piris da Motta      | 0       | 3                             |
| 20                  | Felipe Vizeu        | 0       | 2                             |
|                     | Geuvânio            | 0       | 2                             |
|                     | Rômulo              | 0       | 2                             |
|                     | Vitinho             | 0       | 2                             |
| 24                  | César               | 0       | 1                             |
|                     | Juan                | 0       | 1                             |
|                     | Lincoln             | 0       | 1                             |
|                     | Matheus             | 0       | 1                             |
|                     | Pepê                | 0       | 1                             |
|                     | Ronaldo             | 0       | 1                             |
|                     | Thuler              | 0       | 1                             |
|                     | Uribe               | 0       | 1                             |
| TOTAL               | TOTAL               | 12      | 146                           |
| MÉDIA (68 partidas) | MÉDIA (68 partidas) | 0,2     | 2,1                           |

Em itálico os futebolistas que não atuam mais pelo clube
Última atualização em 3 de dezembro de 2018.

### Cartões vermelhos
|    | Futebolista          | Cartão   | Mandante      | Placar | Visitante     | Data            | Competição            | Etapa      |
| -- | -------------------- | -------- | ------------- | ------ | ------------- | --------------- | --------------------- | ---------- |
| 1  | Gustavo Cuéllar (1)  | 35', 83' | Fluminense    | 4 – 0  | Flamengo      | 24 de fevereiro | Taça Rio              | 2ª rodada  |
| 2  | Vinícius Júnior (1)  | 81'      | Flamengo      | 1 – 0  | Botafogo      | 3 de março      | Taça Rio              | 3ª rodada  |
| 3  | Léo Duarte (1)       | 66', 71' | Macaé         | 1 – 0  | Flamengo      | 10 de março     | Taça Rio              | 5ª rodada  |
| 4  | Éverton Ribeiro (1)  | 9'       | Vitória       | 2 – 2  | Flamengo      | 14 de abril     | Campeonato Brasileiro | 1ª rodada  |
| 5  | Rhodolfo (1)         | 90+4'    | Flamengo      | 1 – 1  | Vasco da Gama | 19 de maio      | Campeonato Brasileiro | 6ª rodada  |
| 6  | Gustavo Cuéllar (2)  | 90+6'    | Flamengo      | 1 – 1  | Vasco da Gama | 19 de maio      | Campeonato Brasileiro | 6ª rodada  |
| 7  | Henrique Dourado (1) | 90+4'    | Palmeiras     | 1 – 1  | Flamengo      | 13 de junho     | Campeonato Brasileiro | 12ª rodada |
| 8  | Jonas (1)            | 90+4'    | Palmeiras     | 1 – 1  | Flamengo      | 13 de junho     | Campeonato Brasileiro | 12ª rodada |
| 9  | Gustavo Cuéllar (3)  | 90+4'    | Palmeiras     | 1 – 1  | Flamengo      | 13 de junho     | Campeonato Brasileiro | 12ª rodada |
| 10 | Gustavo Cuéllar (4)  | 64'      | América-MG    | 2 – 2  | Flamengo      | 26 de agosto    | Campeonato Brasileiro | 21ª rodada |
| 11 | Diego (1)            | 58'      | Vasco da Gama | 1 – 1  | Flamengo      | 15 de setembro  | Campeonato Brasileiro | 25ª rodada |
| 12 | Lucas Paquetá (1)    | 54', 60' | Sport         | 0 – 1  | Flamengo      | 18 de novembro  | Campeonato Brasileiro | 35ª rodada |

Última atualização em 3 de dezembro de 2018.

### Cartões amarelos
|     | Futebolista           | Cartão | Mandante      | Placar | Visitante     | Data            | Competição            | Etapa             |
| --- | --------------------- | ------ | ------------- | ------ | ------------- | --------------- | --------------------- | ----------------- |
| —   |                       |        | Volta Redonda | 0 – 2  | Flamengo      | 17 de janeiro   | Taça Guanabara        | 1ª rodada         |
| 1   | Jonas (1)             | 26'    | Flamengo      | 1 – 0  | Cabofriense   | 21 de janeiro   | Taça Guanabara        | 2ª rodada         |
| 2   | Ronaldo (1)           | 44'    | Flamengo      | 1 – 0  | Cabofriense   | 21 de janeiro   | Taça Guanabara        | 2ª rodada         |
| —   |                       |        | Flamengo      | 1 – 0  | Bangu         | 24 de janeiro   | Taça Guanabara        | 3ª rodada         |
| 3   | Renê (1)              | 61'    | Flamengo      | 0 – 0  | Vasco da Gama | 27 de janeiro   | Taça Guanabara        | 4ª rodada         |
| 4   | Rhodolfo (1)          | 79'    | Flamengo      | 0 – 0  | Vasco da Gama | 27 de janeiro   | Taça Guanabara        | 4ª rodada         |
| 5   | Jean Lucas (1)        | 80'    | Flamengo      | 0 – 0  | Vasco da Gama | 27 de janeiro   | Taça Guanabara        | 4ª rodada         |
| 6   | Vinícius Júnior (1)   | 82'    | Flamengo      | 0 – 0  | Vasco da Gama | 27 de janeiro   | Taça Guanabara        | 4ª rodada         |
| 7   | Lucas Paquetá (1)     | 39'    | Nova Iguaçu   | 0 – 1  | Flamengo      | 4 de fevereiro  | Taça Guanabara        | 5ª rodada         |
| 8   | Rhodolfo (2)          | 68'    | Nova Iguaçu   | 0 – 1  | Flamengo      | 4 de fevereiro  | Taça Guanabara        | 5ª rodada         |
| 9   | Marlos Moreno (1)     | 86'    | Nova Iguaçu   | 0 – 1  | Flamengo      | 4 de fevereiro  | Taça Guanabara        | 5ª rodada         |
| 10  | Gustavo Cuéllar (1)   | 90+2'  | Flamengo      | 3 – 1  | Botafogo      | 10 de fevereiro | Taça Guanabara        | Semifinal         |
| 11  | Vinícius Júnior (2)   | 90+3'  | Flamengo      | 3 – 1  | Botafogo      | 10 de fevereiro | Taça Guanabara        | Semifinal         |
| 12  | Henrique Dourado (1)  | 61'    | Boavista      | 0 – 2  | Flamengo      | 18 de fevereiro | Taça Guanabara        | Final             |
| 13  | Diego (1)             | 26'    | Flamengo      | 4 – 0  | Madureira     | 24 de fevereiro | Taça Rio              | 1ª rodada         |
| 14  | Gustavo Cuéllar (2)   | 35'    | Fluminense    | 4 – 0  | Flamengo      | 24 de fevereiro | Taça Rio              | 2ª rodada         |
| 15  | Rômulo (1)            | 39'    | Fluminense    | 4 – 0  | Flamengo      | 24 de fevereiro | Taça Rio              | 2ª rodada         |
| 16  | Léo Duarte (1)        | 59'    | Fluminense    | 4 – 0  | Flamengo      | 24 de fevereiro | Taça Rio              | 2ª rodada         |
| 17  | Diego (2)             | 7'     | Flamengo      | 2 – 2  | River Plate   | 28 de fevereiro | Copa Libertadores     | 1ª rodada         |
| 18  | Henrique Dourado (2)  | 64'    | Flamengo      | 2 – 2  | River Plate   | 28 de fevereiro | Copa Libertadores     | 1ª rodada         |
| 19  | Éverton (1)           | 74'    | Flamengo      | 2 – 2  | River Plate   | 28 de fevereiro | Copa Libertadores     | 1ª rodada         |
| 20  | Réver (1)             | 90+1'  | Flamengo      | 2 – 2  | River Plate   | 28 de fevereiro | Copa Libertadores     | 1ª rodada         |
| 21  | Diego (3)             | 23'    | Flamengo      | 1 – 0  | Botafogo      | 3 de março      | Taça Rio              | 3ª rodada         |
| 22  | Henrique Dourado (3)  | 26'    | Flamengo      | 1 – 0  | Botafogo      | 3 de março      | Taça Rio              | 3ª rodada         |
| 23  | Jonas (2)             | 31'    | Flamengo      | 1 – 0  | Botafogo      | 3 de março      | Taça Rio              | 3ª rodada         |
| 24  | Lucas Paquetá (2)     | 79'    | Flamengo      | 1 – 0  | Botafogo      | 3 de março      | Taça Rio              | 3ª rodada         |
| 25  | Diego Alves (1)       | 89'    | Flamengo      | 1 – 0  | Botafogo      | 3 de março      | Taça Rio              | 3ª rodada         |
| 26  | Diego (4)             | 83'    | Boavista      | 0 – 3  | Flamengo      | 7 de março      | Taça Rio              | 4ª rodada         |
| 27  | Lucas Paquetá (3)     | 79'    | Boavista      | 0 – 3  | Flamengo      | 7 de março      | Taça Rio              | 4ª rodada         |
| 28  | Lucas Paquetá (4)     | 34'    | Macaé         | 1 – 0  | Flamengo      | 10 de março     | Taça Rio              | 5ª rodada         |
| 29  | Léo Duarte (2)        | 66'    | Macaé         | 1 – 0  | Flamengo      | 10 de março     | Taça Rio              | 5ª rodada         |
| 30  | Pepê (1)              | 79'    | Macaé         | 1 – 0  | Flamengo      | 10 de março     | Taça Rio              | 5ª rodada         |
| 31  | Lucas Paquetá (5)     | 12'    | Emelec        | 1 – 2  | Flamengo      | 14 de março     | Copa Libertadores     | 2ª rodada         |
| 32  | Renê (2)              | 45'    | Emelec        | 1 – 2  | Flamengo      | 14 de março     | Copa Libertadores     | 2ª rodada         |
| 33  | Éverton (2)           | 73'    | Emelec        | 1 – 2  | Flamengo      | 14 de março     | Copa Libertadores     | 2ª rodada         |
| 34  | Éverton (3)           | 8'     | Flamengo      | 4 – 0  | Portuguesa    | 18 de março     | Taça Rio              | 6ª rodada         |
| 35  | Éverton Ribeiro (1)   | 23'    | Fluminense    | 1 – 1  | Flamengo      | 22 de março     | Taça Rio              | Semifinal         |
| 36  | Réver (2)             | 51'    | Fluminense    | 1 – 1  | Flamengo      | 22 de março     | Taça Rio              | Semifinal         |
| 37  | Jonas (3)             | 64'    | Fluminense    | 1 – 1  | Flamengo      | 22 de março     | Taça Rio              | Semifinal         |
| 38  | Diego Alves (2)       | 88'    | Fluminense    | 1 – 1  | Flamengo      | 22 de março     | Taça Rio              | Semifinal         |
| 39  | Jonas (4)             | 18'    | Flamengo      | 0 – 1  | Botafogo      | 28 de março     | Campeonato Carioca    | Semifinal         |
| 40  | Gustavo Cuéllar (3)   | 90'    | Flamengo      | 0 – 1  | Botafogo      | 28 de março     | Campeonato Carioca    | Semifinal         |
| —   |                       |        | Atlético-GO   | 1 – 3  | Flamengo      | 7 de abril      | Amistoso              |                   |
| 41  | Diego (5)             | 16'    | Vitória       | 2 – 2  | Flamengo      | 14 de abril     | Campeonato Brasileiro | 1ª rodada         |
| 42  | Willian Arão (1)      | 68'    | Vitória       | 2 – 2  | Flamengo      | 14 de abril     | Campeonato Brasileiro | 1ª rodada         |
| 43  | Gustavo Cuéllar (4)   | 77'    | Flamengo      | 1 – 1  | Santa Fe      | 18 de abril     | Copa Libertadores     | 3ª rodada         |
| 44  | Geuvânio (1)          | 54'    | Flamengo      | 2 – 0  | América-MG    | 21 de abril     | Campeonato Brasileiro | 2ª rodada         |
| 45  | Henrique Dourado (4)  | 44'    | Santa Fe      | 0 – 0  | Flamengo      | 25 de abril     | Copa Libertadores     | 4ª rodada         |
| 46  | Diego Alves (3)       | 60'    | Santa Fe      | 0 – 0  | Flamengo      | 25 de abril     | Copa Libertadores     | 4ª rodada         |
| 47  | Diego (6)             | 67'    | Santa Fe      | 0 – 0  | Flamengo      | 25 de abril     | Copa Libertadores     | 4ª rodada         |
| 48  | Diego (7)             | 71'    | Ceará         | 0 – 3  | Flamengo      | 29 de abril     | Campeonato Brasileiro | 3ª rodada         |
| 49  | Henrique Dourado (5)  | 74'    | Ceará         | 0 – 3  | Flamengo      | 29 de abril     | Campeonato Brasileiro | 3ª rodada         |
| —   |                       |        | Ponte Preta   | 0 – 1  | Flamengo      | 2 de maio       | Copa do Brasil        | Oitavas - Ida     |
| 50  | Henrique Dourado (6)  | 15'    | Flamengo      | 2 – 0  | Internacional | 6 de maio       | Campeonato Brasileiro | 4ª rodada         |
| 51  | Gustavo Cuéllar (5)   | 53'    | Flamengo      | 2 – 0  | Internacional | 6 de maio       | Campeonato Brasileiro | 4ª rodada         |
| 52  | Lucas Paquetá (6)     | 80'    | Flamengo      | 2 – 0  | Internacional | 6 de maio       | Campeonato Brasileiro | 4ª rodada         |
| 53  | Vinícius Júnior (3)   | 80'    | Flamengo      | 2 – 0  | Internacional | 6 de maio       | Campeonato Brasileiro | 4ª rodada         |
| 54  | Geuvânio (2)          | 83'    | Flamengo      | 2 – 0  | Internacional | 6 de maio       | Campeonato Brasileiro | 4ª rodada         |
| 55  | Réver (3)             | 15'    | Flamengo      | 1 – 0  | Ponte Preta   | 10 de maio      | Copa do Brasil        | Oitavas - Volta   |
| 56  | Marlos Moreno (2)     | 50'    | Chapecoense   | 3 – 2  | Flamengo      | 13 de maio      | Campeonato Brasileiro | 5ª rodada         |
| 57  | Léo Duarte (3)        | 66'    | Chapecoense   | 3 – 2  | Flamengo      | 13 de maio      | Campeonato Brasileiro | 5ª rodada         |
| 58  | Jonas (5)             | 67'    | Chapecoense   | 3 – 2  | Flamengo      | 13 de maio      | Campeonato Brasileiro | 5ª rodada         |
| 59  | Diego (8)             | 40'    | Flamengo      | 2 – 0  | Emelec        | 16 de maio      | Copa Libertadores     | 5ª rodada         |
| 60  | Lucas Paquetá (7)     | 73'    | Flamengo      | 2 – 0  | Emelec        | 16 de maio      | Copa Libertadores     | 5ª rodada         |
| 61  | Éverton Ribeiro (2)   | 33'    | Flamengo      | 1 – 1  | Vasco da Gama | 19 de maio      | Campeonato Brasileiro | 6ª rodada         |
| 62  | Gustavo Cuéllar (6)   | 86'    | Flamengo      | 1 – 1  | Vasco da Gama | 19 de maio      | Campeonato Brasileiro | 6ª rodada         |
| 63  | Lucas Paquetá (8)     | 39'    | River Plate   | 0 – 0  | Flamengo      | 23 de maio      | Copa Libertadores     | 6ª rodada         |
| 64  | Jean Lucas (2)        | 78'    | River Plate   | 0 – 0  | Flamengo      | 23 de maio      | Copa Libertadores     | 6ª rodada         |
| 65  | Rodinei (1)           | 49'    | Atlético-MG   | 0 – 1  | Flamengo      | 26 de maio      | Campeonato Brasileiro | 7ª rodada         |
| 66  | Lucas Paquetá (9)     | 55'    | Atlético-MG   | 0 – 1  | Flamengo      | 26 de maio      | Campeonato Brasileiro | 7ª rodada         |
| 67  | Thuler (1)            | 67'    | Atlético-MG   | 0 – 1  | Flamengo      | 26 de maio      | Campeonato Brasileiro | 7ª rodada         |
| 68  | Vinícius Júnior (4)   | 90'    | Atlético-MG   | 0 – 1  | Flamengo      | 26 de maio      | Campeonato Brasileiro | 7ª rodada         |
| —   |                       |        | Flamengo      | 2 – 0  | Bahia         | 31 de maio      | Campeonato Brasileiro | 8ª rodada         |
| 69  | Jonas (6)             | 10'    | Flamengo      | 1 – 0  | Corinthians   | 3 de junho      | Campeonato Brasileiro | 9ª rodada         |
| 70  | Diego (9)             | 71'    | Flamengo      | 1 – 0  | Corinthians   | 3 de junho      | Campeonato Brasileiro | 9ª rodada         |
| 71  | Renê (3)              | 83'    | Flamengo      | 1 – 0  | Corinthians   | 3 de junho      | Campeonato Brasileiro | 9ª rodada         |
| 72  | Lucas Paquetá (10)    | 18'    | Fluminense    | 0 – 2  | Flamengo      | 7 de junho      | Campeonato Brasileiro | 10ª rodada        |
| 73  | Renê (4)              | 71'    | Fluminense    | 0 – 2  | Flamengo      | 7 de junho      | Campeonato Brasileiro | 10ª rodada        |
| 74  | Jean Lucas (3)        | 34'    | Flamengo      | 2 – 0  | Paraná        | 10 de junho     | Campeonato Brasileiro | 11ª rodada        |
| 75  | Felipe Vizeu (1)      | 66'    | Flamengo      | 2 – 0  | Paraná        | 10 de junho     | Campeonato Brasileiro | 11ª rodada        |
| 76  | Éverton Ribeiro (3)   | 30'    | Palmeiras     | 1 – 1  | Flamengo      | 13 de junho     | Campeonato Brasileiro | 12ª rodada        |
| 77  | Rodinei (2)           | 42'    | Palmeiras     | 1 – 1  | Flamengo      | 13 de junho     | Campeonato Brasileiro | 12ª rodada        |
| 78  | Felipe Vizeu (2)      | 49'    | Palmeiras     | 1 – 1  | Flamengo      | 13 de junho     | Campeonato Brasileiro | 12ª rodada        |
| 79  | Matheus (1)           | 54'    | Palmeiras     | 1 – 1  | Flamengo      | 13 de junho     | Campeonato Brasileiro | 12ª rodada        |
| 80  | Diego Alves (4)       | 55'    | Palmeiras     | 1 – 1  | Flamengo      | 13 de junho     | Campeonato Brasileiro | 12ª rodada        |
| 81  | Vinícius Júnior (5)   | 79'    | Palmeiras     | 1 – 1  | Flamengo      | 13 de junho     | Campeonato Brasileiro | 12ª rodada        |
| 82  | Rômulo (2)            | 22'    | Flamengo      | 0 – 1  | São Paulo     | 18 de julho     | Campeonato Brasileiro | 13ª rodada        |
| 83  | Éverton Ribeiro (4)   | 62'    | Flamengo      | 0 – 1  | São Paulo     | 18 de julho     | Campeonato Brasileiro | 13ª rodada        |
| 84  | Diego (10)            | 79'    | Flamengo      | 0 – 1  | São Paulo     | 18 de julho     | Campeonato Brasileiro | 13ª rodada        |
| —   |                       |        | Flamengo      | 2 – 0  | Botafogo      | 21 de julho     | Campeonato Brasileiro | 14ª rodada        |
| 85  | Diego (11)            | 53'    | Santos        | 1 – 1  | Flamengo      | 25 de julho     | Campeonato Brasileiro | 15ª rodada        |
| 86  | Léo Duarte (4)        | 8'     | Flamengo      | 4 – 1  | Sport         | 29 de julho     | Campeonato Brasileiro | 16ª rodada        |
| 87  | Lincoln (1)           | 90+3'  | Grêmio        | 1 – 1  | Flamengo      | 1 de agosto     | Copa do Brasil        | Quartas - Ida     |
| 88  | Juan (1)              | 51'    | Grêmio        | 2 – 0  | Flamengo      | 4 de agosto     | Campeonato Brasileiro | 17ª rodada        |
| 89  | Gustavo Cuéllar (7)   | 66'    | Grêmio        | 2 – 0  | Flamengo      | 4 de agosto     | Campeonato Brasileiro | 17ª rodada        |
| 90  | Renê (5)              | 69'    | Grêmio        | 2 – 0  | Flamengo      | 4 de agosto     | Campeonato Brasileiro | 17ª rodada        |
| 91  | Marlos Moreno (3)     | 90+1'  | Grêmio        | 2 – 0  | Flamengo      | 4 de agosto     | Campeonato Brasileiro | 17ª rodada        |
| 92  | Gustavo Cuéllar (8)   | 67'    | Flamengo      | 0 – 2  | Cruzeiro      | 8 de agosto     | Copa Libertadores     | Oitavas - Ida     |
| 93  | Henrique Dourado (7)  | 8'     | Flamengo      | 1 – 0  | Cruzeiro      | 12 de agosto    | Campeonato Brasileiro | 18ª rodada        |
| 94  | Lucas Paquetá (11)    | 39'    | Flamengo      | 1 – 0  | Cruzeiro      | 12 de agosto    | Campeonato Brasileiro | 18ª rodada        |
| 95  | Diego Alves (5)       | 84'    | Flamengo      | 1 – 0  | Cruzeiro      | 12 de agosto    | Campeonato Brasileiro | 18ª rodada        |
| 96  | Diego Alves (6)       | 71'    | Flamengo      | 1 – 0  | Grêmio        | 15 de agosto    | Copa do Brasil        | Quartas - Volta   |
| 97  | Renê (6)              | 78'    | Flamengo      | 1 – 0  | Grêmio        | 15 de agosto    | Copa do Brasil        | Quartas - Volta   |
| 98  | Diego (12)            | 88'    | Flamengo      | 1 – 0  | Grêmio        | 15 de agosto    | Copa do Brasil        | Quartas - Volta   |
| 99  | Henrique Dourado (8)  | 90'    | Flamengo      | 1 – 0  | Grêmio        | 15 de agosto    | Copa do Brasil        | Quartas - Volta   |
| 100 | Vitinho (1)           | 27'    | Atlético-PR   | 3 – 0  | Flamengo      | 19 de agosto    | Campeonato Brasileiro | 19ª rodada        |
| 101 | Éverton Ribeiro (5)   | 65'    | Flamengo      | 1 – 0  | Vitória       | 23 de agosto    | Campeonato Brasileiro | 20ª rodada        |
| 102 | Gustavo Cuéllar (9)   | 90'    | Flamengo      | 1 – 0  | Vitória       | 23 de agosto    | Campeonato Brasileiro | 20ª rodada        |
| 103 | Henrique Dourado (9)  | 66'    | América-MG    | 2 – 2  | Flamengo      | 26 de agosto    | Campeonato Brasileiro | 21ª rodada        |
| 104 | Léo Duarte (5)        | 85'    | América-MG    | 2 – 2  | Flamengo      | 26 de agosto    | Campeonato Brasileiro | 21ª rodada        |
| 105 | Renê (7)              | 41'    | Cruzeiro      | 0 – 1  | Flamengo      | 29 de agosto    | Copa Libertadores     | Oitavas - Volta   |
| 106 | Léo Duarte (6)        | 59'    | Cruzeiro      | 0 – 1  | Flamengo      | 29 de agosto    | Copa Libertadores     | Oitavas - Volta   |
| 107 | Rodinei (3)           | 66'    | Cruzeiro      | 0 – 1  | Flamengo      | 29 de agosto    | Copa Libertadores     | Oitavas - Volta   |
| 108 | Diego (13)            | 90+3'  | Cruzeiro      | 0 – 1  | Flamengo      | 29 de agosto    | Copa Libertadores     | Oitavas - Volta   |
| 109 | Henrique Dourado (10) | 17'    | Flamengo      | 0 – 1  | Ceará         | 2 de setembro   | Campeonato Brasileiro | 22ª rodada        |
| 110 | Diego (14)            | 86'    | Flamengo      | 0 – 1  | Ceará         | 2 de setembro   | Campeonato Brasileiro | 22ª rodada        |
| 111 | Piris da Motta (1)    | 35'    | Internacional | 2 – 1  | Flamengo      | 5 de setembro   | Campeonato Brasileiro | 23ª rodada        |
| 112 | Renê (8)              | 24'    | Flamengo      | 2 – 0  | Chapecoense   | 8 de setembro   | Campeonato Brasileiro | 24ª rodada        |
| 113 | Piris da Motta (2)    | 83'    | Flamengo      | 2 – 0  | Chapecoense   | 8 de setembro   | Campeonato Brasileiro | 24ª rodada        |
| —   |                       |        | Flamengo      | 0 – 0  | Corinthians   | 12 de setembro  | Copa do Brasil        | Semifinal - Ida   |
| 114 | Diego (15)            | 57'    | Vasco da Gama | 1 – 1  | Flamengo      | 15 de setembro  | Campeonato Brasileiro | 25ª rodada        |
| 115 | Vitinho (2)           | 57'    | Vasco da Gama | 1 – 1  | Flamengo      | 15 de setembro  | Campeonato Brasileiro | 25ª rodada        |
| 116 | Pará (1)              | 21'    | Flamengo      | 2 – 1  | Atlético-MG   | 23 de setembro  | Campeonato Brasileiro | 26ª rodada        |
| 117 | Henrique Dourado (11) | 70'    | Flamengo      | 2 – 1  | Atlético-MG   | 23 de setembro  | Campeonato Brasileiro | 26ª rodada        |
| 118 | Lucas Paquetá (12)    | 49'    | Corinthians   | 2 – 1  | Flamengo      | 26 de setembro  | Copa do Brasil        | Semifinal - Volta |
| 119 | Willian Arão (2)      | 61'    | Corinthians   | 2 – 1  | Flamengo      | 26 de setembro  | Copa do Brasil        | Semifinal - Volta |
| 120 | Marlos Moreno (4)     | 90+1'  | Corinthians   | 2 – 1  | Flamengo      | 26 de setembro  | Copa do Brasil        | Semifinal - Volta |
| 121 | Éverton Ribeiro (6)   | 90+1'  | Bahia         | 0 – 0  | Flamengo      | 29 de setembro  | Campeonato Brasileiro | 27ª rodada        |
| 122 | César (1)             | 69'    | Corinthians   | 0 – 3  | Flamengo      | 5 de outubro    | Campeonato Brasileiro | 28ª rodada        |
| 123 | Willian Arão (3)      | 12'    | Flamengo      | 3 – 0  | Fluminense    | 13 de outubro   | Campeonato Brasileiro | 29ª rodada        |
| 124 | Pará (2)              | 40'    | Flamengo      | 3 – 0  | Fluminense    | 13 de outubro   | Campeonato Brasileiro | 29ª rodada        |
| —   |                       |        | Paraná        | 0 – 4  | Flamengo      | 21 de outubro   | Campeonato Brasileiro | 30ª rodada        |
| 125 | Renê (9)              | 57'    | Flamengo      | 1 – 1  | Palmeiras     | 27 de outubro   | Campeonato Brasileiro | 31ª rodada        |
| 126 | Marlos Moreno (5)     | 90+3'  | Flamengo      | 1 – 1  | Palmeiras     | 27 de outubro   | Campeonato Brasileiro | 31ª rodada        |
| 127 | Lucas Paquetá (13)    | 35'    | São Paulo     | 2 – 2  | Flamengo      | 4 de novembro   | Campeonato Brasileiro | 32ª rodada        |
| 128 | Gustavo Cuéllar (10)  | 11'    | Botafogo      | 2 – 1  | Flamengo      | 10 de novembro  | Campeonato Brasileiro | 33ª rodada        |
| 129 | Diego (16)            | 35'    | Botafogo      | 2 – 1  | Flamengo      | 10 de novembro  | Campeonato Brasileiro | 33ª rodada        |
| 130 | Renê (10)             | 43'    | Botafogo      | 2 – 1  | Flamengo      | 10 de novembro  | Campeonato Brasileiro | 33ª rodada        |
| 131 | Lucas Paquetá (14)    | 45+1'  | Botafogo      | 2 – 1  | Flamengo      | 10 de novembro  | Campeonato Brasileiro | 33ª rodada        |
| 132 | Réver (4)             | 56'    | Botafogo      | 2 – 1  | Flamengo      | 10 de novembro  | Campeonato Brasileiro | 33ª rodada        |
| 133 | Willian Arão (4)      | 71'    | Botafogo      | 2 – 1  | Flamengo      | 10 de novembro  | Campeonato Brasileiro | 33ª rodada        |
| 134 | Rodinei (4)           | 51'    | Flamengo      | 1 – 0  | Santos        | 15 de novembro  | Campeonato Brasileiro | 34ª rodada        |
| 135 | Pará (3)              | 86'    | Flamengo      | 1 – 0  | Santos        | 15 de novembro  | Campeonato Brasileiro | 34ª rodada        |
| 136 | Diego (17)            | 90+2'  | Flamengo      | 1 – 0  | Santos        | 15 de novembro  | Campeonato Brasileiro | 34ª rodada        |
| 137 | Lucas Paquetá (15)    | 54'    | Sport         | 0 – 1  | Flamengo      | 18 de novembro  | Campeonato Brasileiro | 35ª rodada        |
| 138 | Willian Arão (5)      | 35'    | Flamengo      | 2 – 0  | Grêmio        | 21 de novembro  | Campeonato Brasileiro | 36ª rodada        |
| 139 | Diego (18)            | 90'    | Flamengo      | 2 – 0  | Grêmio        | 21 de novembro  | Campeonato Brasileiro | 36ª rodada        |
| 140 | Uribe (1)             | 32'    | Cruzeiro      | 0 – 2  | Flamengo      | 25 de novembro  | Campeonato Brasileiro | 37ª rodada        |
| 141 | Renê (11)             | 41'    | Cruzeiro      | 0 – 2  | Flamengo      | 25 de novembro  | Campeonato Brasileiro | 37ª rodada        |
| 142 | Gustavo Cuéllar (11)  | 66'    | Cruzeiro      | 0 – 2  | Flamengo      | 25 de novembro  | Campeonato Brasileiro | 37ª rodada        |
| 143 | Piris da Motta (3)    | 33'    | Flamengo      | 1 – 2  | Atlético-PR   | 1 de dezembro   | Campeonato Brasileiro | 38ª rodada        |
| 144 | Pará (4)              | 65'    | Flamengo      | 1 – 2  | Atlético-PR   | 1 de dezembro   | Campeonato Brasileiro | 38ª rodada        |
| 145 | Willian Arão (6)      | 75'    | Flamengo      | 1 – 2  | Atlético-PR   | 1 de dezembro   | Campeonato Brasileiro | 38ª rodada        |
| 146 | Lucas Paquetá (16)    | 84'    | Flamengo      | 1 – 2  | Atlético-PR   | 1 de dezembro   | Campeonato Brasileiro | 38ª rodada        |

Última atualização em 3 de dezembro de 2018.

## Público
| Competição            | Mandante | Visitante | Clássicos[CLAS] | Total    | Partidas[PUB] | Média    |
| --------------------- | -------- | --------- | --------------- | -------- | ------------- | -------- |
| Copa Libertadores     | 40 390   | 50 000    |                 | 90 390   | 3             | 30 130,0 |
| Campeonato Brasileiro | 276 380  | 129 231   | 95 208          | 500 819  | 12            | 41 734,9 |
| Copa do Brasil        | 55 820   | 9 789     |                 | 65 609   | 2             | 32 804,5 |
| Campeonato Carioca    | 18 713   | 49 598    | 103 231         | 171 542  | 15            | 11 436,1 |
| Total                 | 391 303  | 238 618   | 198 439         | 828 360  | 32            | 25 886,3 |
| Partidas              | 11       | 13        | 8               | 32       |               |          |
| Média                 | 35 573,0 | 18 355,2  | 24 804,9        | 25 886,3 |               |          |

PUB. ^ Partidas com o público divulgados pelos respectivos organizadores
Última atualização em 19 de junho de 2018.

### Maiores públicos
Considera-se o público total da partida

#### Geral
| Nº | Público | Mandante   | Placar | Visitante       | Estádio        | Data        | Competição            | Etapa         |
| -- | ------- | ---------- | ------ | --------------- | -------------- | ----------- | --------------------- | ------------- |
| 1  | 60 182  | Flamengo   | 2 – 0  | Internacional   | Maracanã       | 6 de maio   | Campeonato Brasileiro | 4ª rodada     |
| 2  | 60 000  | Fluminense | 0 – 2  | Flamengo        | Mané Garrincha | 7 de junho  | Campeonato Brasileiro | 10ª rodada    |
| 3  | 59 488  | Flamengo   | 2 – 0  | Paraná          | Maracanã       | 10 de junho | Campeonato Brasileiro | 11ª rodada    |
| 4  | 55 820  | Flamengo   | 0 – 0  | Ponte Preta     | Maracanã       | 10 de maio  | Copa do Brasil        | Oitavas/Volta |
| 5  | 55 382  | Flamengo   | 2 – 0  | Bahia           | Maracanã       | 21 de maio  | Campeonato Brasileiro | 8ª rodada     |
| 6  | 52 952  | Ceará      | 0 – 3  | Flamengo        | Castelão       | 29 de abril | Campeonato Brasileiro | 3ª rodada     |
| 7  | 52 106  | Flamengo   | 2 – 0  | América Mineiro | Maracanã       | 21 de abril | Campeonato Brasileiro | 2ª rodada     |
| 8  | 49 222  | Flamengo   | 1 – 0  | Corinthians     | Maracanã       | 3 de junho  | Campeonato Brasileiro | 9ª rodada     |
| 9  | 40 390  | Flamengo   | 2 – 0  | Emelec          | Maracanã       | 16 de maio  | Copa Libertadores     | 5ª rodada     |
| 10 | 36 882  | Palmeiras  | 1 – 1  | Flamengo        | Allianz Parque | 13 de junho | Campeonato Brasileiro | 12ª rodada    |

#### Mandante
| Nº | Público | Mandante | Placar | Visitante       | Estádio  | Data        | Competição            | Etapa         |
| -- | ------- | -------- | ------ | --------------- | -------- | ----------- | --------------------- | ------------- |
| 1  | 60 182  | Flamengo | 2 – 0  | Internacional   | Maracanã | 6 de maio   | Campeonato Brasileiro | 4ª rodada     |
| 2  | 59 488  | Flamengo | 2 – 0  | Paraná          | Maracanã | 10 de junho | Campeonato Brasileiro | 11ª rodada    |
| 3  | 55 820  | Flamengo | 0 – 0  | Ponte Preta     | Maracanã | 10 de maio  | Copa do Brasil        | Oitavas/Volta |
| 4  | 55 382  | Flamengo | 2 – 0  | Bahia           | Maracanã | 21 de maio  | Campeonato Brasileiro | 8ª rodada     |
| 5  | 52 106  | Flamengo | 2 – 0  | América Mineiro | Maracanã | 21 de abril | Campeonato Brasileiro | 2ª rodada     |

#### Visitante
| Nº | Público | Mandante  | Placar | Visitante | Estádio        | Data            | Competição            | Etapa      |
| -- | ------- | --------- | ------ | --------- | -------------- | --------------- | --------------------- | ---------- |
| 1  | 52 952  | Ceará     | 0 – 3  | Flamengo  | Castelão       | 29 de abril     | Campeonato Brasileiro | 3ª rodada  |
| 2  | 36 882  | Palmeiras | 1 – 1  | Flamengo  | Allianz Parque | 13 de junho     | Campeonato Brasileiro | 12ª rodada |
| 3  | 30 000  | Emelec    | 1 – 2  | Flamengo  | George Capwell | 14 de março     | Copa Libertadores     | 2ª rodada  |
| 4  | 20 000  | Santa Fe  | 0 – 0  | Flamengo  | El Campín      | 25 de abril     | Copa Libertadores     | 4ª rodada  |
| 5  | 17 787  | Boavista  | 0 – 2  | Flamengo  | Kleber Andrade | 18 de fevereiro | Taça Guanabara        | Final      |

#### Clássicos
| Nº | Público | Mandante   | Placar | Visitante     | Estádio        | Data          | Competição            | Etapa      |
| -- | ------- | ---------- | ------ | ------------- | -------------- | ------------- | --------------------- | ---------- |
| 1  | 60 000  | Fluminense | 0 – 2  | Flamengo      | Mané Garrincha | 7 de junho    | Campeonato Brasileiro | 10ª rodada |
| 2  | 35 208  | Flamengo   | 1 – 1  | Vasco da Gama | Maracanã       | 19 de maio    | Campeonato Brasileiro | 6ª rodada  |
| 3  | 31 888  | Flamengo   | 0 – 1  | Botafogo      | Maracanã       | 28 de março   | Campeonato Carioca    | Semifinal  |
| 4  | 20 862  | Flamengo   | 0 – 0  | Vasco da Gama | Maracanã       | 27 de janeiro | Taça Guanabara        | 4ª rodada  |
| 5  | 18 627  | Fluminense | 1 – 1  | Flamengo      | Engenhão       | 22 de março   | Taça Rio              | Semifinal  |

### Menores públicos

#### Geral
| Nº | Público | Mandante      | Placar | Visitante     | Estádio             | Data            | Competição     | Etapa       |
| -- | ------- | ------------- | ------ | ------------- | ------------------- | --------------- | -------------- | ----------- |
| 1  | 3 601   | Boavista      | 0 – 3  | Flamengo      | Raulino de Oliveira | 7 de março      | Taça Rio       | 4ª rodada   |
| 2  | 4 045   | Flamengo      | 1 – 0  | Cabofriense   | Ilha do Urubu       | 21 de janeiro   | Taça Guanabara | 2ª rodada   |
| 3  | 4 672   | Flamengo      | 4 – 0  | Madureira     | Nilton Santos       | 21 de fevereiro | Taça Rio       | 1ª rodada   |
| 4  | 4 589   | Flamengo      | 1 – 0  | Bangu         | Ilha do Urubu       | 24 de janeiro   | Taça Guanabara | 3ª rodada   |
| 5  | 5 407   | Flamengo      | 4 – 0  | Portuguesa-RJ | Kleber Andrade      | 18 de março     | Taça Rio       | 6ª rodada   |
| 6  | 5 440   | Volta Redonda | 0 – 2  | Flamengo      | Raulino de Oliveira | 17 de janeiro   | Taça Guanabara | 1ª rodada   |
| 7  | 6 682   | Macaé         | 1 – 0  | Flamengo      | Moacyrzão           | 10 de março     | Taça Rio       | 5ª rodada   |
| 8  | 6 955   | Flamengo      | 3 – 1  | Botafogo      | Raulino de Oliveira | 10 de fevereiro | Taça Guanabara | Semifinal   |
| 9  | 9 015   | Flamengo      | 1 – 0  | Botafogo      | Nilton Santos       | 3 de março      | Taça Rio       | 3ª rodada   |
| 10 | 9 789   | Ponte Preta   | 0 – 1  | Flamengo      | Moisés Lucarelli    | 2 de maio       | Copa do Brasil | Oitavas/Ida |

#### Mandante
| Nº | Público | Mandante | Placar | Visitante     | Estádio        | Data            | Competição        | Etapa     |
| -- | ------- | -------- | ------ | ------------- | -------------- | --------------- | ----------------- | --------- |
| 1  | 4 045   | Flamengo | 1 – 0  | Cabofriense   | Ilha do Urubu  | 21 de janeiro   | Taça Guanabara    | 2ª rodada |
| 2  | 4 589   | Flamengo | 1 – 0  | Bangu         | Ilha do Urubu  | 24 de janeiro   | Taça Guanabara    | 3ª rodada |
| 3  | 4 672   | Flamengo | 4 – 0  | Madureira     | Nilton Santos  | 21 de fevereiro | Taça Rio          | 1ª rodada |
| 4  | 5 407   | Flamengo | 4 – 0  | Portuguesa-RJ | Kleber Andrade | 18 de março     | Taça Rio          | 6ª rodada |
| 5  | 40 390  | Flamengo | 2 – 0  | Emelec        | Maracanã       | 16 de maio      | Copa Libertadores | 5ª rodada |

#### Visitante
| Nº | Público | Mandante      | Placar | Visitante | Estádio             | Data          | Competição            | Etapa       |
| -- | ------- | ------------- | ------ | --------- | ------------------- | ------------- | --------------------- | ----------- |
| 1  | 3 601   | Boavista      | 0 – 3  | Flamengo  | Raulino de Oliveira | 7 de março    | Taça Rio              | 4ª rodada   |
| 2  | 5 440   | Volta Redonda | 0 – 2  | Flamengo  | Raulino de Oliveira | 17 de janeiro | Taça Guanabara        | 1ª rodada   |
| 3  | 6 682   | Macaé         | 1 – 0  | Flamengo  | Moacyrzão           | 10 de março   | Taça Rio              | 5ª rodada   |
| 4  | 9 789   | Ponte Preta   | 0 – 1  | Flamengo  | Moisés Lucarelli    | 2 de maio     | Copa do Brasil        | Oitavas/Ida |
| 5  | 10 931  | Chapecoense   | 3 – 2  | Flamengo  | Arena Condá         | 13 de maio    | Campeonato Brasileiro | 5ª rodada   |

#### Clássicos
| Nº | Público | Mandante   | Placar | Visitante     | Estádio             | Data            | Competição     | Etapa     |
| -- | ------- | ---------- | ------ | ------------- | ------------------- | --------------- | -------------- | --------- |
| 1  | 6 955   | Flamengo   | 3 – 1  | Botafogo      | Raulino de Oliveira | 10 de fevereiro | Taça Guanabara | Semifinal |
| 2  | 9 015   | Flamengo   | 1 – 0  | Botafogo      | Nilton Santos       | 3 de março      | Taça Rio       | 3ª rodada |
| 3  | 15 884  | Fluminense | 4 – 0  | Flamengo      | Arena Pantanal      | 24 de fevereiro | Taça Rio       | 2ª rodada |
| 4  | 18 627  | Fluminense | 1 – 1  | Flamengo      | Engenhão            | 22 de março     | Taça Rio       | Semifinal |
| 5  | 20 862  | Flamengo   | 0 – 0  | Vasco da Gama | Maracanã            | 27 de janeiro   | Taça Guanabara | 4ª rodada |

## Ranking
Posição no Club World Ranking:
| Mês       | Posição (geral) | Posição (Brasil) | Pontos | Ref.            |
| --------- | --------------- | ---------------- | ------ | --------------- |
| Janeiro   | 10              | 2                | 10 234 | [ 150 ] [ 151 ] |
| Fevereiro | 11              | 2                | 10 434 | [ 152 ] [ 153 ] |
| Março     | 12              | 2                | 10 194 | [ 154 ] [ 155 ] |
| Abril     | 10              | 2                | 10 875 | [ 156 ] [ 157 ] |
| Maio      | 7               | 2                | 11 501 | [ 158 ] [ 159 ] |
| Junho     | 8               | 2                | 11 080 | [ 160 ] [ 161 ] |
| Julho     | 8               | 2                | 10 862 | [ 162 ] [ 163 ] |
| Agosto    | 9               | 2                | 11 313 | [ 164 ] [ 165 ] |
| Setembro  | 9               | 2                | 10 942 | [ 166 ] [ 167 ] |
| Outubro   | 11              | 2                | 10 486 | [ 168 ] [ 169 ] |
| Novembro  | 11              | 3                | 10 144 | [ 170 ] [ 171 ] |
| Dezembro  | 14              | 4                | 9 683  | [ 172 ] [ 173 ] |

     Melhor valor na temporada, em cada critério, dentro desta lista
Última atualização em 6 de janeiro de 2019.